# Atalanta Bergamasca Calcio
Atalanta Bergamasca Calcio, comumente referido apenas como Atalanta, é um clube de futebol profissional com sede em Bergamo, Lombardia, Itália. O clube joga na Série A, tendo sido promovido da Série B na temporada de 2010-11.
Foi fundada em 1907 por alunos do Liceo Classico Paolo Sarpi e é apelidada de La Dea, Nerazzurri e Orobici. O clube joga com camisas listradas verticalmente em azul e preto, shorts pretos e meias pretas e joga as suas partidas em casa no Estádio Atleti Azzurri d'Italia, com 21.300 lugares. 
Às vezes é chamada de Regina delle provinciali (Rainha dos clubes provinciais) para marcar o fato de que o clube é o mais consistente entre os clubes italianos não sediados em uma capital regional, tendo disputado 60 temporadas na Série A, 28 temporadas na Série B, e apenas uma na Série C, tendo uma rivalidade de longa data com o vizinho Brescia.
O clube também é famoso por suas divisões de base que produziram vários talentos notáveis que jogaram nas principais ligas da Europa.
Venceu a Coppa Itália em 1963 e alcançou as semifinais da Taça dos Clubes Vencedores de Taças em 1988, quando ainda competia na Série B. Este ainda é o melhor desempenho de um clube fora da primeira divisão em uma importante competição da UEFA (juntamente com o Cardiff City). 
A Atalanta também participou em quatro temporadas da Liga Europa da UEFA (anteriormente conhecida como Copa da UEFA), chegando às quartas-de-final na temporada de 1990-91 e vencendo-a pela primeira vez em 2023-24, a sua maior conquista. 
O clube da cidade de Bérgamo também participou em duas temporadas da Champions League, a maior competição europeia,  chegando às quartas-de-final na temporada de 2019-20.

## História

### Primeiros anos (1900-1920)

#### Estabelecimentos iniciais (pré-1907)
Na virada do século XX, as principais associações esportivas em Bérgamo eram a Società Bergamasca di Ginnastica e Scherma (também chamada simplesmente de Bergamasca), fundada em 1878, e a Giovane Orobia, fundada em 1901. Ambas estavam localizadas na Città Alta (a histórica "cidade alta", situada na base dos Alpes de Bergamo, que começam imediatamente ao norte da cidade), onde eram menos acessíveis aos residentes da Città Bassa ("cidade baixa", borgo). As origens do clube moderno remontam à separação da Giovane Orobia com a intenção de criar um clube esportivo no borgo.
A primeira associação de futebol com sede em Bergamo foi chamada Foot Ball Club Bergamo, fundada por emigrantes suíços em 15 de outubro de 1904. A equipe participou de campeonatos regionais (organizados pela Federação Italiana de Futebol) até ser dissolvida em 1911; seus remanescentes foram assimilados pelo clube rival Bergamasca, que estabeleceria um setor de futebol em 1913.

#### Fundação e reconhecimento oficial (1907-1914)

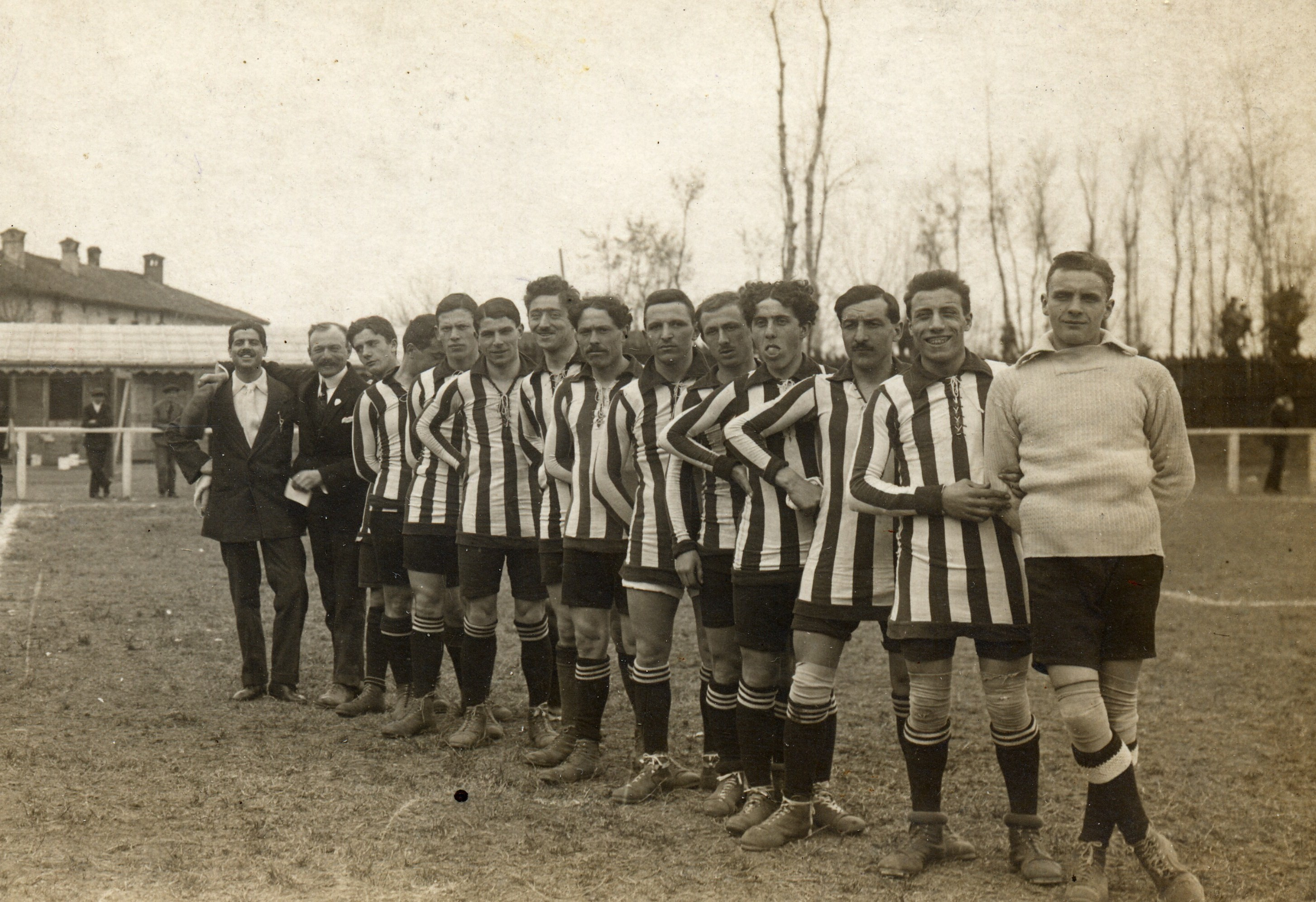
Equipe da Atalanta de 1913–14 nos uniformes originais em preto e branco

O clube foi fundado em 17 de outubro de 1907 pelos alunos do Liceo Classico Paolo Sarpi, Eugenio Urio, Giulio e Ferruccio Amati, Alessandro Forlini e Giovanni Roberti. Um dia depois, eles concordaram por unanimidade em nomear o clube como Atalanta em homenagem à atleta de mesmo nome da mitologia grega, dando origem ao nome Società Bergamasca di Ginnastica e Sports Atletici Atalanta. O novo clube estabeleceu imediatamente um setor de futebol, embora não fosse reconhecido pela Federação Italiana de Futebol (FIGC) até 1914. Antes desse reconhecimento e inauguração de um campo de jogo, o clube só jogava jogos amistosos; estes foram jogados primeiro no Piazza d'Armi e depois no Campo di Marte no centro da cidade. O primeiro campo do clube foi então estabelecido na Via Maglio del Lotto em Bergamo, perto da ferrovia que liga Bergamo a Milão. Ele media 90 × 45 metros e tinha capacidade para 1.000 espectadores sentados.
O diretor de futebol do clube, Pietro Carimanti, pressionou fortemente a FIGC pelo reconhecimento do clube. Durante esse tempo, o clube usava um uniforme preto e branco. Também havia setores ativos em outros esportes, como ginástica, esgrima, ciclismo e natação. Três atletas da Atalanta participaram dos Jogos Olímpicos: Guido Calvi e o campeão italiano de 5.000 metros de 1911, Alfonso Orlando, participaram das Olimpíadas de 1912 em Estocolmo, enquanto Costante Lussana, também campeão italiano de 5.000 metros, participou das Olimpíadas de 1920 na Antuérpia.

#### Primeira Guerra Mundial (1914-1918)
Após o reconhecimento da FIGC, o clube participou da Promozione na temporada de 1914-15, então o segundo nível mais alto do sistema da liga italiana de futebol. Em sua primeira temporada competitiva, o clube terminou em segundo lugar em seu grupo e terminou em quarto na rodada final.
Durante a suspensão dos eventos esportivos oficiais após a eclosão da Primeira Guerra Mundial, que a Itália entrou em 1915, a Atalanta participou de vários torneios amistosos. Como os jogadores do time titular foram para a guerra, eles foram disputados por jogadores jovens. Isso incluiu a Coppa Lissone, na qual o clube anfitrião Pro Lissone derrotou a Atalanta por 2–1 na final, a Coppa Lombardia de 1916 e a Coppa Legnano de 1916–17. Mais tarde, durante a guerra, o clube foi forçado a vender o terreno que continha seu campo em meio a problemas econômicos. No dia 11 de novembro de 1918, uma semana após o fim da guerra, o ex-jogador de futebol, Antonio Festa (que, antes da guerra, jogava pelo Bergamasca), fundou o Circolo Studentesco (Círculo de Estudantes) para rejuvenescer o entusiasmo pelo futebol na cidade.

#### Pós-Primeira Guerra Mundial (1918–1920)
No início de 1919, a Atalanta retomou suas atividades, embora com um elenco com apenas onze jogadores (dois goleiros e nove jogadores de linha). Para colocar uma equipe completa, o goleiro Francesco Aragano se ofereceu para preencher a vaga no meio-campo.
Porém, a Atalanta enfrentou um problema mais importante: após a perda do campo Maglio del Lotto, o clube ficou temporariamente sem campo para disputar partidas oficiais. Como solução, a empresária e filantropa, Betty Ambiveri, vendeu para o clube o campo "Clementina", um local mais antigo em Seriate que hospedava eventos esportivos como o ciclismo. O novo campo foi inaugurado como Atalanta Stadium e recebeu 14.000 espectadores em sua primeira partida contra o La Dominante de Génova.
O clube então se preparou para tentar a admissão na Prima Categoria, a primeira divisão do sistema da liga italiana de futebol. No entanto, a Federação Italiana de Futebol anunciou que só permitiria a um clube de Bérgamo participar da Prima Categoria de 1919–20. Tanto Atalanta quanto o Bergamasca eram elegíveis para participar, embora existisse uma forte rivalidade entre os dois clubes. Essa rivalidade rapidamente impediu qualquer cooperação ou acordo, exigindo um playoff competitivo para decidir o destino dos dois clubes de Bergamo. A partida foi realizada em 5 de outubro de 1919 em Brescia; Atalanta venceu a partida por 2–0. A equipe terminou em terceiro no Grupo B da Lombardia, garantindo um lugar na Prima Categoria da próxima temporada.
Em fevereiro de 1920, após uma assembleia, uma fusão entre os dois clubes de Bergamo ocorreu e o novo clube foi batizado de Atalanta Bergamasca di Ginnastica e Scherma 1907, abreviado para Atalanta Bergamasca Calcio. A fusão foi concluída em 4 de abril de 1920 e Enrico Luchsinger tornou-se o primeiro presidente do novo clube. As cores da nova equipe também foram decididas após a fusão: o preto e branco da Atalanta e o azul e branco da Bergamasca foram combinados em um azul e preto (nerazzurri). O clube mantém o nome e as cores resultantes desta fusão até os dias atuais.

### Entre as guerras e estreia na Série A (1920–1940)

#### Primeiros campeonatos (1920-1927)
Na primeira temporada após a fusão, Atalanta terminou em quarto lugar no Grupo E da Lombardia. Na temporada seguinte, a equipe terminou em terceiro no grupo vencido pelo Cremonese no campeonato da FIGC (houve dois campeonatos de alto nível naquela temporada após a formação da Confederação de Futebol (CCI); a CCI foi dissolvida um ano depois). No final da temporada de 1921-22, a Atalanta jogou sua primeira partida contra um time estrangeiro, um empate por 2-2 em um amistoso contra o suíço Aarau.
Na temporada de 1922-23, a Atalanta venceu seu grupo na Seconda Divisione, embora o clube não tenha sido promovido devido à reestruturação do sistema de liga da FIGC. Apesar disso, o clube recebeu uma taça do Comitê Regional por sua vitória no grupo e avançou para as finais nacionais, onde perdeu para o Carpi (0–0 em casa e 2–0 fora). Depois de outro terceiro lugar em seu grupo da Seconda Divisione, a Atalanta terminou em antepenúltimo na Seconda Divisione de 1924–25 e quase foi rebaixado, salvo apenas após um playoff duplo contra Trevigliese e Canottieri Lecco.
Em 1925, Cesare Lovati foi contratado como o primeiro verdadeiro treinador profissional do clube. O clube também recebeu os primeiros jogadores estrangeiros nesta altura, o atacante Gedeon Eugen Lukács e o meio-campista Jeno Hauser, ambos húngaros. Lukács marcou 13 gols em 20 jogos naquela temporada e foi o artilheiro do clube, enquanto Hauser marcou 7 gols em 19 jogos. O clube terminou em terceiro em seu grupo, três pontos atrás do campeão Biellese.
No final da temporada, em 1926, a FIGC mudou suas regras para permitir apenas um jogador estrangeiro por equipe. Isso levou o clube a manter Lukács (mandando Hauser de volta à Hungria) para a próxima temporada da Prima Divisione (Este era o mesmo nível da pirâmide que a Seconda Divisione, a primeira divisão foi renomeada como Divisione Nazionale). Na Prima Divisione de 1926–27, Lukács marcou 20 gols em 18 jogos, incluindo cinco em uma vitória por 6–0 sobre o Monfalconese, que continua sendo o maior número de gols marcados por um único jogador da Atalanta em uma partida. Isso ajudou o clube a terminar em segundo lugar em seu grupo com 26 pontos, apenas um ponto atrás do campeão Pro Patria.

#### Payer, Cevenini, Viola e um novo estádio (1927-1933)

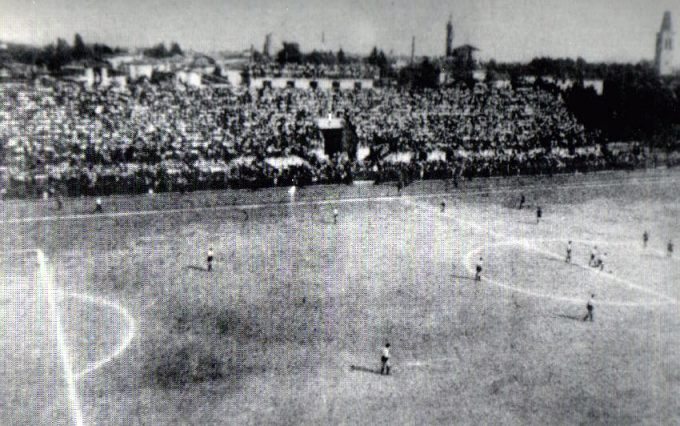
Atalanta x La Dominante Genova, a partida oficial de abertura do recém-construído Estádio Brumana em Bergamo em dezembro de 1928.

O clube contratou o técnico húngaro Imre Payer, seu primeiro técnico estrangeiro, em 1927 para tentar disputar a promoção à primeira divisão. No entanto, esta nomeação exigia a saída de Lukács, visto que apenas um estrangeiro era admitido no clube em qualquer posição pelas regras da FIGC. Apesar de sua saída, o clube conseguiu alcançar bons resultados, sendo campeão do seu grupo com 30 pontos em 18 partidas. Com isso, a equipe se classificou para as finais da segunda divisão nacional contra Bari, Biellese e Pistoiese. A Atalanta perdeu todos os três jogos fora (respectivamente 1–0, 2–1 e 3–2), mas venceu todos os três jogos em casa (respectivamente 6–0, 3–1 e 3–2). Bari foi eliminado dos playoffs após derrotas para Biellese e Pistoiese, embora as três equipes restantes estivessem empatadas, exigindo uma segunda rodada de playoffs. Biellese desistiu posteriormente, perdendo assim suas partidas; o vencedor da Prima Divisione seria, portanto, decidido em uma única partida em campo neutro entre Atalanta e Pistoiese. A Atalanta venceu esta partida por 3-0, vencendo a Prima Divisione (seu primeiro título da segunda divisão) e garantindo promoção à primeira divisão.
Em 1928, um novo estádio foi construído para o clube no Viale Margherita (atual Viale Giulio Cesare), no bairro Borgo Santa Caterina; o clube joga suas partidas em casa neste estádio até os dias atuais. O novo estádio era muito maior que o Estádio da Clementina, com capacidade para 12.000 espectadores e também incluía uma pista de corrida. O estádio foi originalmente nomeado em homenagem ao herói fascista Mario Brumana; esta era uma prática comum de nomenclatura na Itália fascista. Em 1 de novembro de 1928, o novo estádio sediou sua primeira partida não oficial, na qual o Atalanta derrotou o Triestina por 4–2. Como o primeiro-ministro Benito Mussolini desejava uma abertura mais luxuosa, a partida oficial de abertura foi jogada quase dois meses depois, em 23 de dezembro de 1928, contra o La Dominante, na frente de mais de 14.000 espectadores. A Atalanta venceu esta partida por 2–0.
Durante a temporada de 1928-29, o goleiro juvenil Carlo Ceresoli fez sua estreia na primeira divisão aos 18 anos sob o comando do novo técnico Aldo Cevenini. Ele fez sua primeira aparição em uma derrota por 3-0 para a Roma. Depois de mais alguns anos em Bergamo, ele se mudaria para a Inter e venceria a Copa do Mundo de 1938 com a seleção italiana. No final da temporada, no entanto, a Atalanta não terminou entre as oito primeiras equipes de seu grupo e não foi admitida na Série A, a nova primeira divisão italiana disputada por 16 equipes, na temporada de 1929–30. Em vez disso, a equipe foi admitida na edição de 1929–30 da nova segunda divisão, a Série B.
O jogador-treinador húngaro, József Viola, esteve no comando nas temporadas seguintes. O clube quase alcançou a promoção à Série A várias vezes, chegando mais perto com o sexto lugar em 1931, cinco pontos atrás dos promovidos Bari e Fiorentina. Durante esses anos, houve vários jogadores notáveis: Vittorio Casati, que tem o maior número de jogos como jogador da equipe na Série B (202); Francesco Simonetti, futuro treinador; e Luigi Tentorio, que ocupou vários cargos de gestão no clube, bem como técnico da seleção italiana nas duas décadas após a Segunda Guerra Mundial.
No final da temporada de 1931-32, o clube enfrentou problemas econômicos e quase não conseguiu se inscrever para o campeonato. Isso exigiu a venda de Carlo Ceresoli à Inter por 100.000 liras. As dificuldades do clube continuaram após esta venda e o clube só escapou do rebaixamento para a terceira divisão depois que a FIGC expandiu a Série B para incluir mais times em 1933 (nenhum time foi rebaixado da Série B no final daquela temporada).

#### O caminho para a Série A (1933-1940)
O clube terminou no meio da Série B nas próximas temporadas, ganhando também uma Coppa Disciplina na temporada de 1935-36. Na temporada de 1936-37, sob a orientação do novo técnico Ottavio Barbieri, a Atalanta alcançou sua primeira promoção à Série A com um segundo lugar na Série B.
A Atalanta fez sua estreia na Série A em 12 de setembro de 1937, com um empate por 0-0 contra o Genoa.[carece de fontes?] Uma semana depois, o clube jogou seu primeiro jogo em casa contra a Juventus no Estádio Brumana na frente de mais de 15.000 espectadores, perdendo por 1-0. Apesar do entusiasmo inicial, o clube só conseguiu vencer quatro partidas ao longo da temporada, todas em casa. Isso levou o clube a um penúltimo lugar (à frente apenas da Fiorentina) e ao rebaixamento para a Série B. Embora este rebaixamento tenha levado à venda do meio-campista Giuseppe Bonomi para a Roma por 120.000 liras, a equipe deste período também contou com o meio-campista Severo Cominelli, segundo maior goleador do clube (atrás apenas de Cristiano Doni), com 62 gols.
Após este rebaixamento, não demorou muito para o Atalanta retornar à primeira divisão. O clube perdeu a promoção por pouco em 1939 devido a um quociente de gols inferior ao do Venezia, com quem estava empatado em segundo lugar. Na temporada seguinte, o presidente Nardo Bertoncini nomeou Ivo Fiorentini como novo técnico. O clube terminou em primeiro lugar na Série B de 1939–40 e conseguiu a promoção à Série A; o triunfo veio sem uma única derrota em casa e com 25 gols em 31 partidas do atacante Giovanni Gaddoni, a maior marca de um jogador da Atalanta em uma única temporada no campeonato.

### Consistência na Série A e Coppa Italia (1940-1971)

#### Segunda Guerra Mundial (1940-1945)
Ao retornar à primeira divisão na temporada de 1940-41, a Atalanta derrotou o atual campeão Bologna a caminho de terminar em sexto lugar. A Atalanta continuou na Série A sob o comando do técnico húngaro János Nehadoma até que a liga foi suspensa por causa da Segunda Guerra Mundial em 1943. Apesar das vendas de vários jogadores importantes, a equipe de Nehadoma conseguiu um décimo terceiro lugar em 1942 e um nono lugar em 1943, a última campanha com vitórias destacadas contra Torino (1–0), contra Milan em San Siro (0–1) e contra a atual campeã Roma (2–1).
A Itália foi dividida em duas partes após a queda do regime fascista em 1943, tornando impossível um campeonato nacional. Mesmo assim, um campeonato regional foi realizado no norte da Itália, o Campionato Alta Italia, no qual a Atalanta participou, mas não chegou à fase final.

#### Pós-guerra (1945-1949)

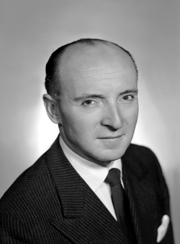
Daniele Turani (mostrado aqui em 1953), presidente do clube de 1945 a 1964

Após o fim da guerra, o senador da Lombardia, Daniele Turani, investiu no clube para reparar perdas financeiras durante a guerra. A Atalanta terminou no meio da tabela em sua primeira temporada pós-guerra (1945–46), durante a qual o bicampeão mundial Giuseppe Meazza jogou pelo clube. Como o fascismo não existia mais na Itália após o fim da guerra, o estádio foi renomeado como Stadio Comunale ("Estádio da Cidade"). Com a reabertura das fronteiras na Europa, o clube conseguiu mais uma vez recrutar jogadores estrangeiros; O meio-campista Mihály Kincses e o atacante Sándor Olajkár, ambos húngaros, jogaram pela Atalanta durante a temporada de 1946-47, o primeiro marcando 9 gols em 21 partidas e o último fazendo 7 partidas sem marcar.
Nos anos seguintes, o clube jogou de forma consistente na primeira divisão e alcançou bons resultados frente a times metropolitanos, ganhando o apelido de provinciale terribile (terror da província). Isso incluiu quatro vitórias em oito partidas entre 1945 e 1949 contra o Grande Torino, equipe do Torino que venceu o Scudetto em cada um desses anos. Na Série A de 1947-48, a Atalanta alcançou o quinto lugar sob o comando do técnico Ivo Fiorentini (que voltou para uma segunda passagem pelo clube). Esta campanha incluiu vitórias sobre o Grande Torino, Milan, Bologna e Inter (3–0 em San Siro), e foi o melhor resultado do clube na liga até 2017.
A temporada seguinte foi muito mais difícil para a Atalanta. Fiorentini renunciou em março de 1949 depois que a equipe conquistou apenas três pontos em sete partidas e foi substituída por Carlo Carcano. Após esta mudança de gestão, o clube só garantiu a permanência da Serie A na última rodada com uma vitória por 2 a 0 contra o Livorno.

#### Presença contínua na Série A (1949–1962)
Para a temporada de 1949-50, Giovanni Varglien foi nomeado o novo treinador do clube. Ele implementou mudanças no time e no sistema após as polêmicas e dúvidas da temporada anterior. Severo Cominelli deixou o time após 261 jogos e 62 gols, indo para a SPAL aos 34 anos. O meio-campista Giacomo Mari foi para a Juventus; seu substituto, Stefano Angeleri, fez o caminho inverso. A FIGC também revisou suas regras para permitir três estrangeiros por equipe. Isto permitiu ao clube contratar os dinamarqueses Jørgen Sørensen e Karl Hansen, para além do já presente sueco Bertil Nordahl.
Sob o comando de Varglien, a Atalanta estava no topo da tabela da Serie A após as duas primeiras partidas, a primeira das quais foi uma vitória por 6–2 contra o Bologna, com um hat-trick de Hansen. Embora o clube tenha caído para a oitava colocação após uma queda de rendimento no final da temporada, marcando 40 pontos no total, o clube marcou 66 gols durante a campanha, então o recorde para uma única temporada. Três jogadores marcaram mais de dez gols: Hansen (18), Sørensen (17) e o atacante Emilio Caprile (14).
No início dos anos 1950, o clube continuou a ter um desempenho consistente na Série A e lançou a carreira de jovens jogadores como Battista Rota, Giulio Corsini e Gaudenzio Bernasconi, o último dos quais foi citado entre as revelações da temporada de 1953-54. No verão de 1954, o clube vendeu Rota para o Bologna (embora ele retornasse em 1961) e nomeou Luigi Bonizzoni como o novo treinador. A temporada de 1954-55 viu a Atalanta ter problemas no ataque. O time escapou do rebaixamento graças aos 16 gols do meio-campista dinamarquês Poul Rasmussen - que chegou em 1952 para substituir o atacante sueco Hasse Jeppson após a venda, então, recorde mundial de 105 milhões de liras para o Napoli. Com apenas 38 gols sofridos, a Atalanta teve a segunda melhor defesa da Série A, atrás apenas do campeão Milan.

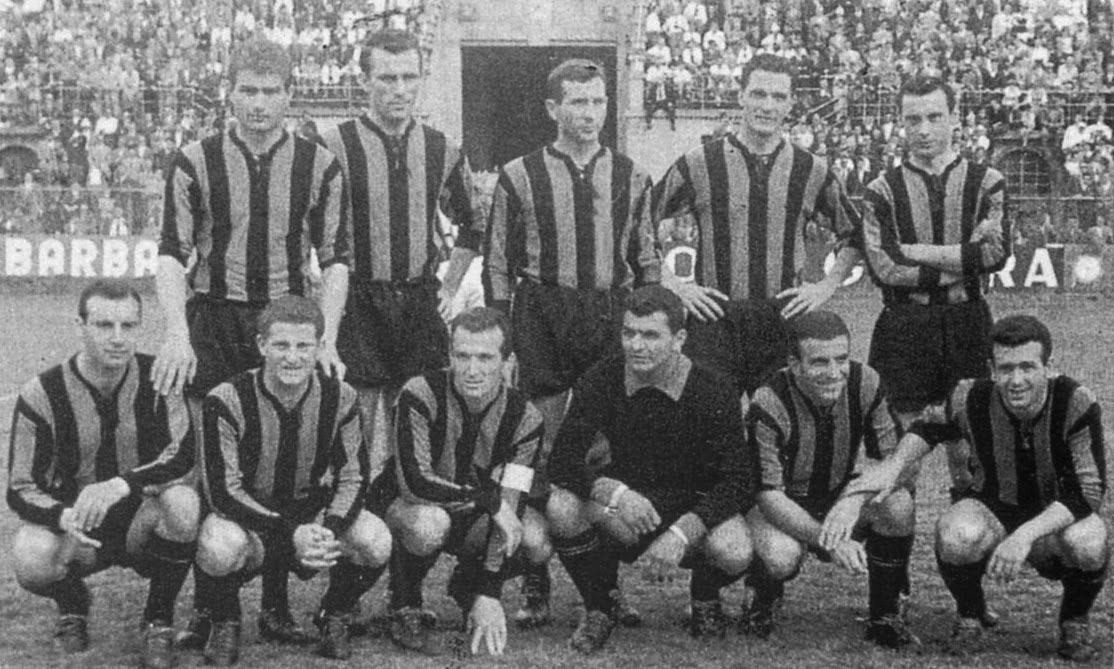
O time da Atalanta na temporada de 1959-60

Em 1955, a Atalanta participou da primeira partida de futebol transmitida pela RAI, uma vitória por 2 a 0 sobre o Triestina em 15 de outubro. Duas temporadas depois (1957–58), o clube estava na parte inferior da classificação na maior parte da temporada, escapando da zona de rebaixamento na última rodada com uma vitória contra o Padova. Apesar de garantir a permanência em campo, o clube foi acusado de manipulação de resultados e foi posteriormente rebaixado pela FIGC, enquanto o zagueiro do Padova, Giovanni Azzini, supostamente envolvido no incidente, foi banido do futebol. A Atalanta apelou sem sucesso deste veredicto em julho de 1958, confirmando seu rebaixamento para a temporada de 1958-59, embora o clube tenha garantido o retorno à Série A ao vencer a Série B pela segunda vez em sua história sob a orientação do técnico austríaco Karl Adamek (que chegou no meio da temporada anterior). Em novembro de 1959, após o clube já ter conquistado a promoção em campo, foi revelado que as alegações de manipulação de resultados eram falsas: o clube recebeu uma anistia e a suspensão de Azzini foi reduzida para dois anos.
Vários jogadores estrangeiros importantes chegaram no final dos anos 1950 e início dos anos 1960, incluindo o argentino Humberto Maschio, o dinamarquês Flemming Nielsen e o capitão da seleção sueca, Bengt Gustavsson. A Atalanta também estreou em competições europeias nessa época, pela primeira vez na Coppa dell'Amicizia (Copa da Amizade, disputada por vários clubes italianos e franceses) em 1959, antes de participar também nas edições de 1960 e 1961. O clube chegou às semifinais da Mitropa Cup de 1961–62, onde foi eliminado (3–2 no total) pelo clube húngaro Vasas. Além disso, o clube participou da Coppa delle Alpi, perdendo a final para a Juventus por 3-2 em 26 de junho de 1963.

#### Campeão da Coppa Italia (1962-1964)

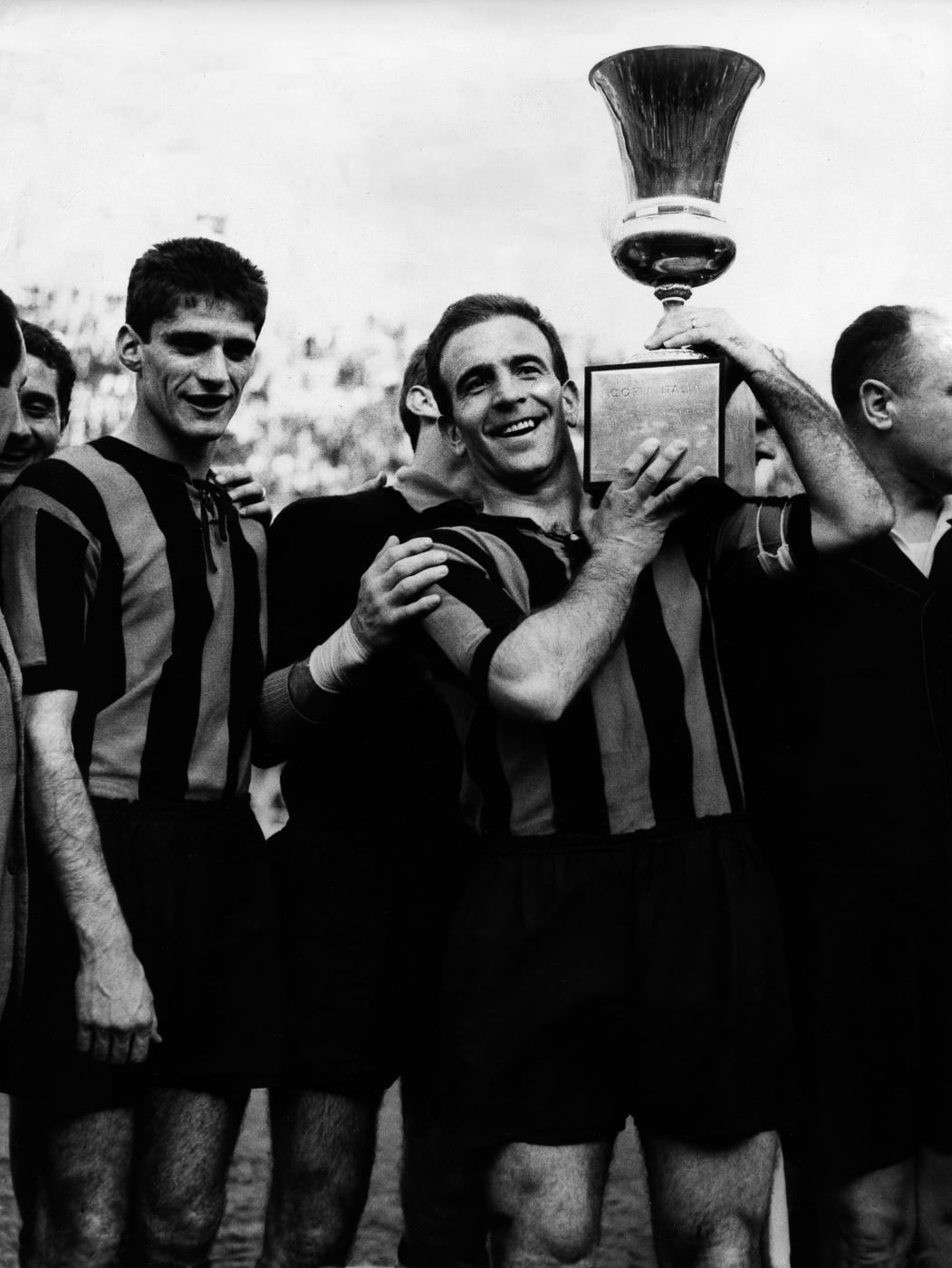
Os jogadores do Atalanta, Angelo Domenghini e Piero Gardoni, ergueram a Coppa Itália de 1962-63 após derrotar o Torino por 3-1 na final

Após um sexto lugar na liga em 1961-62 e um oitavo lugar na liga em 1962-63, a Atalanta ganhou seu primeiro grande troféu, a Coppa Itália de 1962-63. A equipe de 1962-63 foi orientada pelo técnico Paolo Tabanelli e pelo capitão Piero Gardoni, que cresceu no clube e jogou dez anos pela equipe sênior como lateral. No caminho para a final, Atalanta derrotou o Como na primeira rodada (4–2, após a prorrogação), depois Catania (2–1), Padova (2–0) e Bari (1–0). A final foi disputada contra o Torino em San Siro em 2 de junho de 1963; A Atalanta venceu por 3–1 graças a um hat-trick de Angelo Domenghini. Em 2020, este continua sendo o único troféu importante da equipe sênior. No final da temporada de 1962-63, o contrato de Tabanelli não foi renovado, apesar da vitória na Coppa Itália; ele foi substituído por Carlo Quario.
Ao vencer a Coppa Itália, Atalanta se classificou para a Taça dos Clubes Vencedores de Taças de 1963-64; esta foi a primeira aparição do clube numa grande competição da UEFA. No entanto, o clube foi eliminado na primeira eliminatória pelo clube português Sporting CP; depois de um empate de 3-3 no agregado, o Sporting CP venceu por 3-1 na prorrogação durante um playoff em que o goleiro da Atalanta, Pierluigi Pizzaballa, se lesionou, deixando a equipa com menos um homem.

#### De Turani a Bortolotti (1964-1971)
Em 2 de fevereiro de 1964, a Atalanta perdeu por 7-1 contra a Fiorentina; esta foi a pior derrota em casa do clube. O resultado indignou os torcedores, exigindo intervenção policial para evitar violência entre eles e os jogadores. As escolhas táticas de Quario também foram questionadas, levando-o a ser demitido após a partida e ser substituído por Carlo Ceseroli. O clube acabaria por terminar no meio da classificação, mas a temporada foi marcada pela morte do presidente Daniele Turani em 25 de abril de 1964. Attilio Vincentini, que foi nomeado pelo ex-técnico Luigi Tentorio, substituiu-o como presidente naquele verão. Tentorio deixou a gestão do clube (e do mundo do futebol) em 1966, quando todos os clubes de futebol foram transformados em sociedades anônimas, pois ele discordava fundamentalmente dessa ideia. Mais tarde, na década de 1960, a Atalanta participou de algumas competições continentais (embora não da UEFA): a Copa Intertoto em 1966-67 e a Copa Mitropa em 1967-68 e 1968-69. A Atalanta jogou na Série A até 1969, quando foi rebaixada após dez temporadas consecutivas. Após este rebaixamento, Giacomo Baracchi foi nomeado presidente, embora ele seria substituído como presidente após apenas um ano por Achille Bortolotti, que já era acionista parcial há vários anos.
A próxima temporada foi de transição; o clube passou por três treinadores diferentes - Corrado Viciani, Renato Gei e Battista Rota - e só evitou o rebaixamento para a Série C (terceira divisão) na última rodada, terminando um ponto acima da zona de rebaixamento. Os resultados melhoraram durante a temporada seguinte com o novo técnico Giulio Corsini, que uniu muitos jogadores jovens ao time, incluindo Gaetano Scirea, Adelio Moro, Giuseppe Doldi e Giovanni Vavassori, e levou o time à promoção no final da temporada.

### Subindo e descendo e o futebol europeu (1971–1990)

#### Entre a Série A e a Série B (1971–1979)
Ao retornar à Série A, Atalanta terminou confortavelmente em décimo lugar em 1972,[carece de fontes?] mas foi rebaixado em 1973. Desta vez, o clube passou quatro anos na Série B e só voltou à Série A em 1977. Battista Rota levou o clube à promoção por meio dos playoffs contra Cagliari e Pescara. Nessas temporadas, o clube contava com jogadores como Antonio Cabrini (que se transferiu para a Juventus em 1976 e venceria a Copa do Mundo de 1982 com a Itália), Pietro Fanna e Ezio Bertuzzo (os dois últimos essenciais para a promoção da Atalanta em 1977). Em 1978, o clube garantiu a permanência na Série A, mas foi rebaixado em 1979, novamente devido ao saldo de gols.

#### Reinicio na Série C (1979–1986)
Depois que a Atalanta foi rebaixado em 1979 e não conseguiu obter promoção em 1980, Achille Bortolotti passou a presidência para seu filho, Cesare Bortolotti. O clube teve um início difícil na temporada de 1980-81, na qual vários clubes conhecidos da Série A, como Milan e Lazio, também participaram da Série B como punição por envolvimento em um escândalo de manipulação de resultados. A presença de regulares da Serie A e uma longa sequência de maus resultados levaram Atalanta a cair para a parte inferior da tabela da Serie B e levaram à demissão do técnico Bruno Bolchi em janeiro de 1981. Giulio Corsini foi nomeado como seu substituto, mas os resultados não melhoraram e o clube foi rebaixado para a Série C pela primeira vez em sua história. Foi um grande revés para o clube e um choque para os torcedores, pois foi a primeira vez que o clube jogou fora das duas primeiras divisões e marcou o fim de uma era. Muitas mudanças para a gestão corporativa ocorreram naquele verão, entre elas a nomeação de Ottavio Bianchi como técnico. Devido à sua história e solidez corporativa, a mídia considerou o clube um grande favorito para promoção. O próprio Bianchi comentou no início da campanha que "toda a gente sabe que somos os favoritos e por isso vão nos enfrentar como enfrentam a Juventus na Serie A". Sob esta nova gestão, a Atalanta demonstrou sua força e obteve muitos resultados positivos, conquistando a promoção à Série B após apenas uma temporada. O clube venceu o grupo A com 49 pontos, perdendo apenas duas vezes e tendo a melhor defesa da Série C. O clube passou as duas temporadas seguintes na Série B, terminando em oitavo em 1982-83 (com Bianchi sendo substituído por Nedo Sonetti) e sendo campeão na temporada de 1983-84 para retornar à Série A, onde esteve ausente na maior parte de uma década. Naquela temporada, Marco Pacione e Mario Magrin terminaram entre os artilheiros da Série B, respectivamente com 15 e 13 gols.

#### Taça dos Clubes Vencedores de Taças e Copa da UEFA (1986-1990)

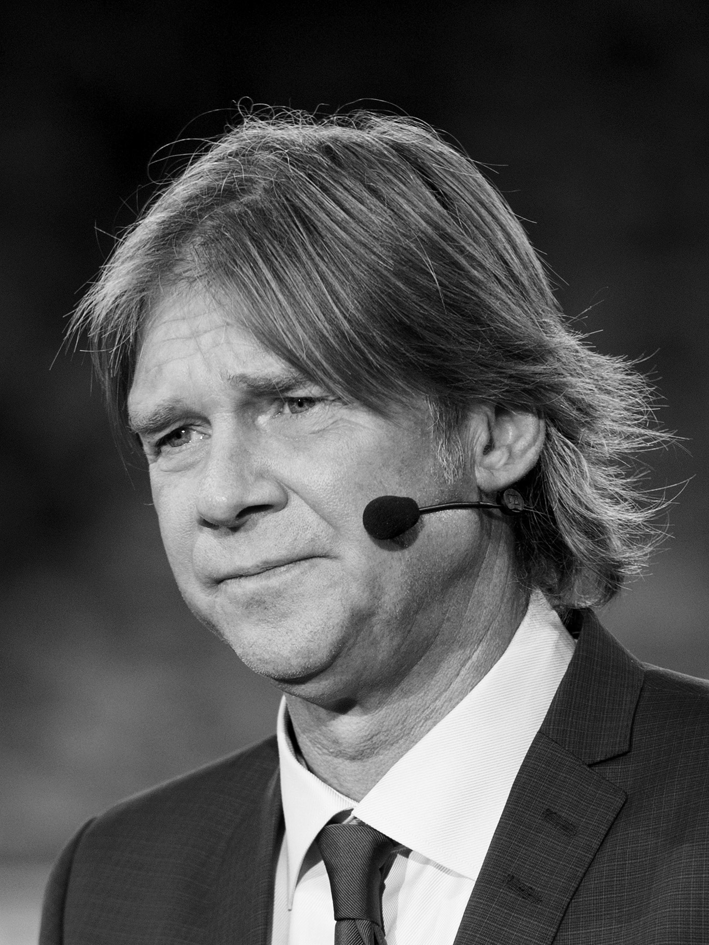
Glenn Strömberg (mostrado aqui em 2013), que jogou pela Atalanta de 1984 a 1992 e foi capitão da equipe de 1988 a 1992.

O Atalanta permaneceu na Série A até 1987, quando foi rebaixado na última rodada. Apesar de ter sido rebaixado, o clube chegou a sua segunda final da Coppa Itália, vencendo o Parma e o Cremonese a caminho da final. No entanto, perdeu a final para o Napoli, que também venceu a Serie A naquela temporada. Com o Napoli se classificando para a Liga dos Campeões com seu título no campeonato, a vaga na Taça dos Clubes Vencedores de Taças foi passada para a Atalanta. Esta foi, portanto, a segunda participação do clube na competição e a segunda nas competições da UEFA após a sua estreia na edição de 1963-64.
A temporada de 1987-88 foi um ponto de virada para o clube. Sob o comando do técnico Emiliano Mondonico, a Atalanta garantiu a promoção à Série A no final da temporada e chegou às semifinais da Taça das Taças apesar de jogar na Série B. Embora o clube tenha perdido sua primeira partida por 2–1 para o galês Merthyr Tydfil, a Atalanta se recuperou com uma vitória por 2–0 no jogo de volta. O clube então derrotou o grego OFI Creta (2–1 no total) e o português Sporting (3–1 no total) nas quartas de final. Nas semifinais, a Atalanta foi eliminada pelo belga Mechelen, que venceu as duas partidas por 2 a 1 e acabou vencendo a competição. Esse foi o melhor desempenho em uma competição da UEFA por um clube que não joga na primeira divisão do país.
A Atalanta terminou em sexto na Série A em 1989, um ano depois de ser promovido, e se classificou para a Copa da UEFA pela primeira vez em sua história. Em sua estreia, no entanto, o clube foi eliminado pelo russo Spartak Moscou na primeira rodada, empatando em 0-0 em casa antes de perder por 2-0 em Moscou. Na temporada de 1989-90, o clube terminou em sétimo lugar e se classificou para sua segunda Copa da UEFA, liderada pelo capitão Glenn Strömberg (que havia chegado em 1984) no meio-campo e pelo recém-chegado atacante argentino Claudio Caniggia.
Apesar de obter uma segunda qualificação consecutiva para a Copa da UEFA, o final da temporada 1989-90 foi marcado pela morte de Cesare Bortolotti; ele morreu em um acidente de carro na noite de 6 de junho de 1990. Seu pai, Achille, ocupou brevemente a presidência até que o ex-defensor e empresário, Antonio Percassi, comprou o clube.

### Primeiras presidências de Percassi e Ruggeri (1990–2008)

#### A primeira presidência de Percassi (1990–1994)
Na temporada de 1990-91, a Atalanta chegou às quartas de final da Copa da UEFA, vencendo o croata Dinamo Zagreb, o turco Fenerbahçe e o alemão 1. FC Köln nas três primeiras rodadas. Apesar de chegar às quartas de final, o clube substituiu o técnico Pierluigi Frosio por Bruno Giorgi no meio da temporada, depois que o clube chegou a penúltima colocação na Série A em janeiro. Após esta alteração, o clube seria eliminado da Copa da UEFA pelo eventual vencedor, a Internazionale, também terminando no meio da tabela na Serie A (não se classificando para as competições da UEFA) e alcançando as semifinais da Coppa Itália. Percassi também trabalhou para desenvolver ainda mais o setor juvenil do clube. Em 1991, nomeou Fermo Favini como olheiro; ele recrutaria muitos jogadores promissores para o clube, que ganhou seu primeiro campeonato nacional juvenil em 1993.
A partir de 1992, a Copa Bortolotti foi realizada anualmente em memória dos presidentes Achille e Cesare Bortolotti. Nos anos seguintes, o clube conquistou várias outras posições na primeira metade da classificação, mas não se classificou para nenhuma outra competição da UEFA. Percassi nomeou o emergente técnico Francesco Guidolin para a temporada de 1993-94, buscando trazer o "show do futebol" para Bergamo. Ele também comprou Franck Sauzée, meio-campista do Olympique de Marseille e campeão europeu. Apesar dessas chegadas, a Atalanta teve uma campanha ruim; Guidolin foi demitido por não ter obtido resultados e foi substituído por Cesare Prandelli. Embora Prandelli tenha tido sucesso com o time juvenil durante esses anos, ele não conseguiu afastar o clube do rebaixamento, já que terminaria na penúltima colocação da Série A. Também em 1994, após a modernização da Tribuna Giulio Cesare, o Stadio Comunale foi renomeado como Stadio Atleti Azzurri d'Italia ("Atletas azuis da Itália").

#### Chegada de Ruggeri e retorno de Mondonico (1994-1999)
Em fevereiro de 1994, Percassi vendeu o clube para o empresário Ivan Ruggeri. Ruggeri reintegrou Emiliano Mondonico como treinador, que levou Atalanta de volta à Série A depois de ter feito isso anteriormente em 1988. Enquanto estava na Série B, o clube participou da Copa Anglo-italiana de 1994-95, sua última copa internacional nos próximos 22 anos. Apesar de um início difícil na Série B, o clube obteve inúmeros resultados positivos, incluindo sete vitórias consecutivas, e garantiu a promoção com uma vitória sobre a Salernitana na última rodada.
Nos anos seguintes, a Atalanta alcançou duas posições intermediárias na Série A. Na temporada de 1995-96, Christian Vieri liderou o ataque e o clube alcançou sua terceira final da Coppa Itália mas perdeu para a Fiorentina. O futuro vencedor da Liga dos Campeões e da Copa do Mundo de 2006, Filippo Inzaghi, liderou o ataque durante a temporada de 1996-97: Inzaghi marcou 24 gols pela Atalanta naquela temporada, terminando como artilheiro da liga. Ele continua sendo o único jogador da Atalanta a vencer o Capocannoniere e, apesar de ter jogado na Juventus e no Milan, não teve uma temporada tão prolífica novamente na Série A. A temporada de 1996-97, no entanto, foi marcada por outra grande derrota: em fevereiro de 1997, o atacante Federico Pisani, de 22 anos, morreu em um acidente de carro. O clube aposentou seu número de camisa (14) e rebatizou a Curva Nord - aquele tipicamente ocupado pelos ultras – como Curva Pisani em sua homenagem.
Na temporada de 1997-98, o clube se viu perto do último lugar da liga na maior parte da temporada. O rebaixamento foi confirmado na última rodada, levando à demissão de Mondonico como treinador.[carece de fontes?] O ex-jogador, Bortolo Mutti, foi nomeado o novo treinador para a temporada de 1998-99. O clube terminou em sexto na Série B, perdendo a promoção e levando à saída de Mutti após apenas uma temporada.

#### Era Vavassori (1999–2003)
Outro ex-jogador, Giovanni Vavassori, foi nomeado técnico da equipe em 1999, após conquistar diversos troféus com as divisões de base na década de 1990. O clube também optou por investir em seu sistema juvenil, gastando cerca de 3,5 bilhões de liras por ano em 2000, muito mais do que qualquer outro clube provincial na Itália. Como o clube muitas vezes não tinha dinheiro para comprar jogadores de classe mundial do exterior, ele enfatizou fortemente o desenvolvimento dos jovens desde os anos 1970. Sob a orientação de Vavassori e com a ajuda de jogadores locais, o clube foi promovido à Série A no final da temporada de 1999–2000.[carece de fontes?] Entre esses jogadores estava o zagueiro Gianpaolo Bellini, que estreou sob o comando de Mutti na temporada anterior na Série B; passaria toda a carreira na Atalanta (aposentou-se em 2016, após 18 anos) e registraria o maior número de jogos pelo clube. A Atalanta começou bem a temporada de 2000-01 na Serie A e terminou em sétimo.[carece de fontes?] Esta temporada também viu a estreia na primeira divisão de muitos jogadores jovens considerados promissores, entre eles os zagueiros gêmeos Cristian e Damiano Zenoni e o goleiro Ivan Pelizzoli, que também seria convocado para a seleção italiana.

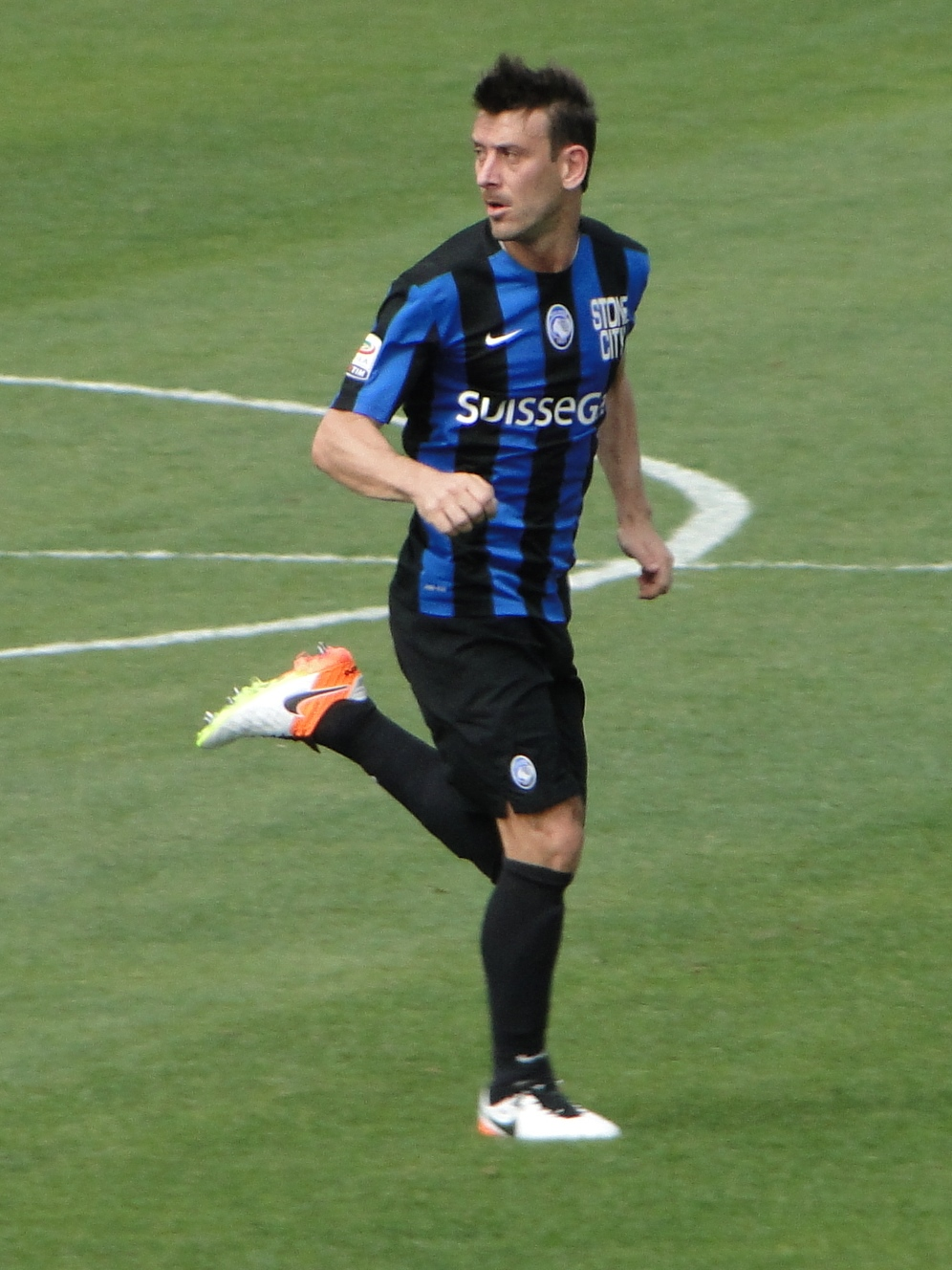
Gianpaolo Bellini (mostrado aqui em 2016), que passou toda a sua carreira na Atalanta.

Ruggeri então procurou melhorar o desempenho do time vendendo jogadores jovens para times economicamente mais fortes (Pelizzoli para os atuais campeões Roma, Cristian Zenoni e Massimo Donati para o Milan) e usando esse dinheiro para comprar jogadores mais famosos. Entre eles estava o atacante Gianni Comandini, cuja compra de 30 milhões de liras foi a mais cara do clube na época. No entanto, os recém-chegados não se deram bem com o plantel, levando a equipe ao nono lugar, embora com um ponto a mais que na temporada anterior.[carece de fontes?] A temporada de 2001-02 também viu boas atuações do meio-campista Cristiano Doni, que já fazia parte do primeiro time comandado por Mutti em 1998; ele marcou 16 gols em 30 partidas, sendo convocado para a seleção italiana para a Copa do Mundo de 2002.

#### Dois rebaixamentos e a primeira era Colantuono (2003-2008)
A Atalanta de Vavarossi foi rebaixado para a Série B no final da temporada de 2002-03, depois de perder o playoff de rebaixamento contra o Reggina. Vavarossi foi demitido no final da temporada e, com o retorno do técnico Giancarlo Finardi ao banco do Primavera, foi substituído por Andrea Mandorlini. Na campanha de 46 partidas da Série B de 2003–04, Atalanta teve uma série de 24 jogos sem derrota e permaneceu perto do topo da classificação; o clube acabou em quinto lugar e foi promovido à Série A. Delio Rossi foi nomeado como o novo treinador antes do início da temporada de 2004-05 mas a equipe acabou novamente rebaixada.[carece de fontes?]
Em 2005, o clube substituiu Rossi pelo jovem técnico Stefano Colantuono. Em sua primeira temporada no comando, ele liderou o time de volta à Série A. O clube venceu a Série B de 2005-06 com um total de 81 pontos e um recorde de 24 vitórias. A trajetória ascendente da Atalanta continuou na Serie A em 2006-07, quando o clube terminou em oitavo lugar com 50 pontos, apenas quatro atrás do Empoli e da qualificação para a Copa da UEFA.[carece de fontes?] Apesar do sucesso, Colantuono decidiu deixar o clube e ir para o Palermo; Como resultado, o clube o substituiu pelo ex-técnico do Chievo, Luigi Delneri, no verão de 2007.

### Anos de transição e retorno de Percassi (2008-2016)

#### Presidência de Alessandro Ruggeri (2008–2010)

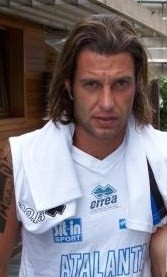
Cristiano Doni, que marcou 112 gols (o máximo de qualquer jogador da Atalanta) em dez anos pelo clube

Em janeiro de 2008, Ruggeri sofreu uma hemorragia cerebral. Com a deterioração de sua saúde, seu filho Alessandro, que era CEO, assumiu a presidência, enquanto sua filha Francesca foi nomeada vice-presidente. Entretanto, a Atalanta manteve-se perto da metade da classificação; Apesar de ter derrotado o Milan duas vezes, o clube terminou em nono e não se classificou para as competições europeias. Em setembro de 2008, Alessandro tornou-se oficialmente presidente do clube no lugar de seu pai. Na temporada de 2008-09, o clube obteve muitos resultados positivos, incluindo vitórias sobre a Roma (3-0), Lazio (2-0), Napoli (3-1), Udinese (3-0) e a atual campeã Internazionale (3-1), embora não fossem suficientes para obter uma qualificação europeia.[carece de fontes?]
Alessandro Ruggeri nomeou Angelo Gregucci como o novo treinador do clube, no lugar de Delneri, que foi para a Sampdoria após a temporada de 2008-09. Esta nomeação não durou muito; o clube demitiu Gregucci em 21 de setembro de 2009, após quatro derrotas nas primeiras quatro partidas. Ele foi substituído pelo ex-técnico do Arezzo e do Bari, Antonio Conte. Sob o comando de Conte, o clube obteve duas vitórias e três empates em seus primeiros cinco jogos, mas obteve uma série de resultados ruins depois, culminando com uma derrota em casa para o Napoli em 7 de janeiro de 2010. Um total de apenas 13 pontos obtidos em 13 jogos do campeonato combinado com a eliminação da Coppa Italia pelo Lumezzane da terceira divisão, resultou na demissão de Conte. O técnico das divisões de base, Valter Bonacina, assumiu o cargo de técnico interino por uma partida, antes de Bortolo Mutti retornar ao clube para sua segunda passagem como técnico. Sob o comando de Mutti, a Atalanta obteve 22 pontos nas 19 partidas seguintes, lutando pela permanência na primeira divisão. Com uma derrota por 2-0 para o Napoli na penúltima rodada, o rebaixamento do clube para a Série B foi confirmado.

#### Volta para a Série A e Calcioscommesse (2010–2012)
Em 14 de maio de 2010, os acionistas majoritários Alessandro e Francesca Ruggeri anunciaram a venda do clube. Antonio Percassi adquiriu 70% das ações do clube em 4 de junho, retornando como presidente do clube após dezesseis anos.

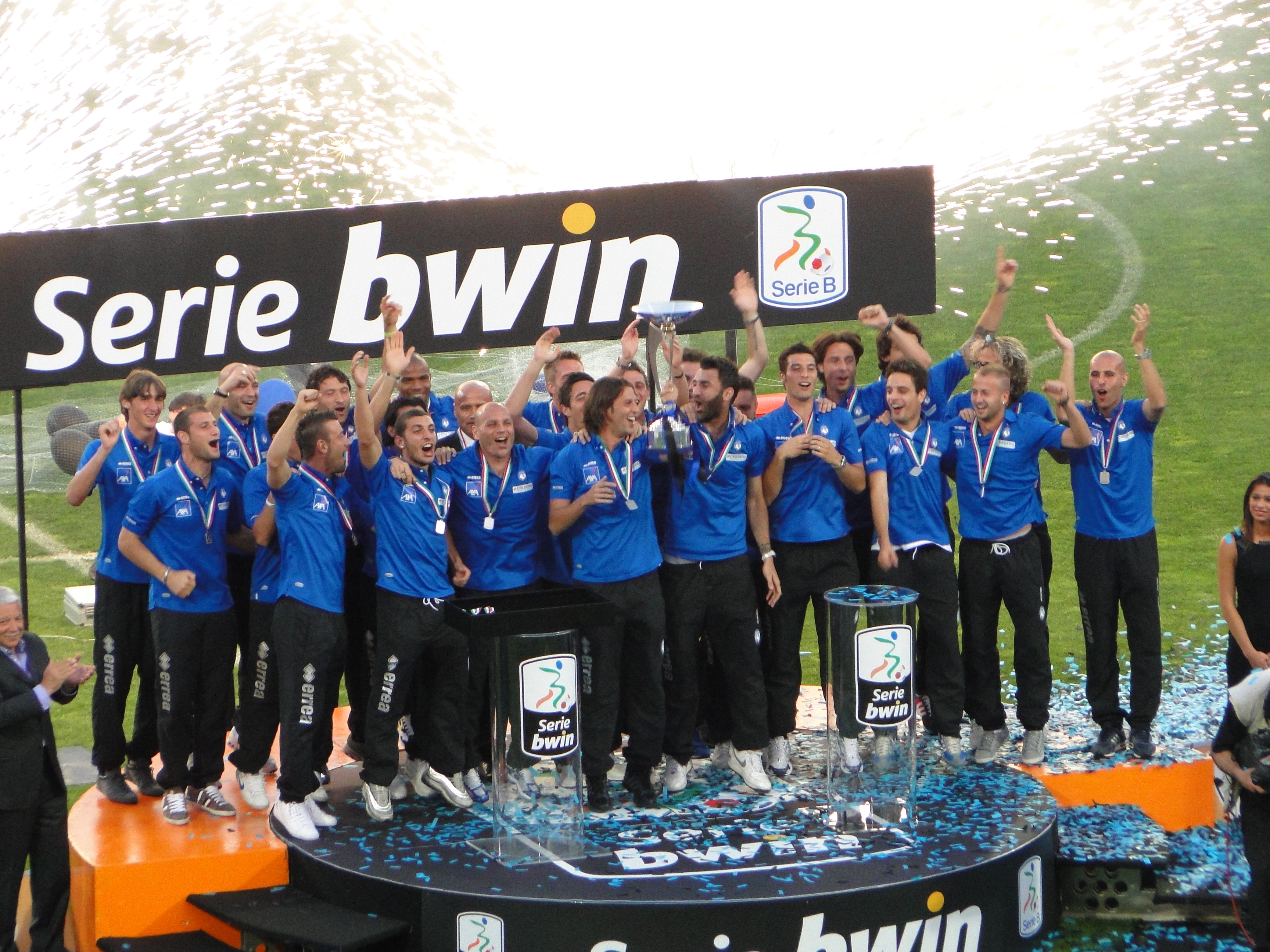
A equipe da Atalanta de 2010-11, mostrada aqui comemorando seu título na Série B e a promoção à Série A.

No final da temporada de 2009-10, Mutti saiu e foi substituído por Stefano Colantuono. Colantuono voltou ao clube depois de três anos, tendo deixado o Torino após perder os playoffs da Série B; Roberto Spagnolo também foi nomeado como o novo diretor de futebol. Sob esta nova gestão, a Atalanta foi promovida à Série A com um total de 79 pontos; este foi o segundo melhor desempenho do clube na Série B após a temporada de 2005-06, durante a qual Colantuono também estava no comando.
No verão seguinte, porém, o capitão Cristiano Doni foi listado entre os suspeitos de envolvimento em um escândalo de manipulação de resultados (também conhecido como Calcioscommesse). Atalanta enfrentou uma penalidade de seis pontos na classificação da Série A de 2011-12 e Doni foi banido por três anos e meio de todas as atividades relacionadas ao futebol em 19 de agosto, encerrando sua carreira aos 38 anos. Thomas Manfredini também foi acusado de envolvimento no escândalo e foi inicialmente condenado a três anos de suspensão, embora mais tarde fosse absolvido. No início da temporada, a Atalanta conquistou 10 pontos nas quatro primeiras partidas, enquanto o clube trabalhava para defender a si e aos seus jogadores dessas acusações. A Atalanta obteve 52 pontos antes da penalidade de seis pontos, estabelecendo um novo recorde do clube de mais pontos na Série A. Isso se seguiu a desempenhos consistentes ao longo da temporada e a quarta melhor defesa da liga com 43 gols sofridos. O clube garantiu a sua permanência na Série A após uma vitória em casa por 2-0 sobre a Fiorentina, embora tenha perdido as últimas três partidas do campeonato contra Milan, Lazio e Juventus.

#### Anos finais de Colantuono e Reja (2012–2016)

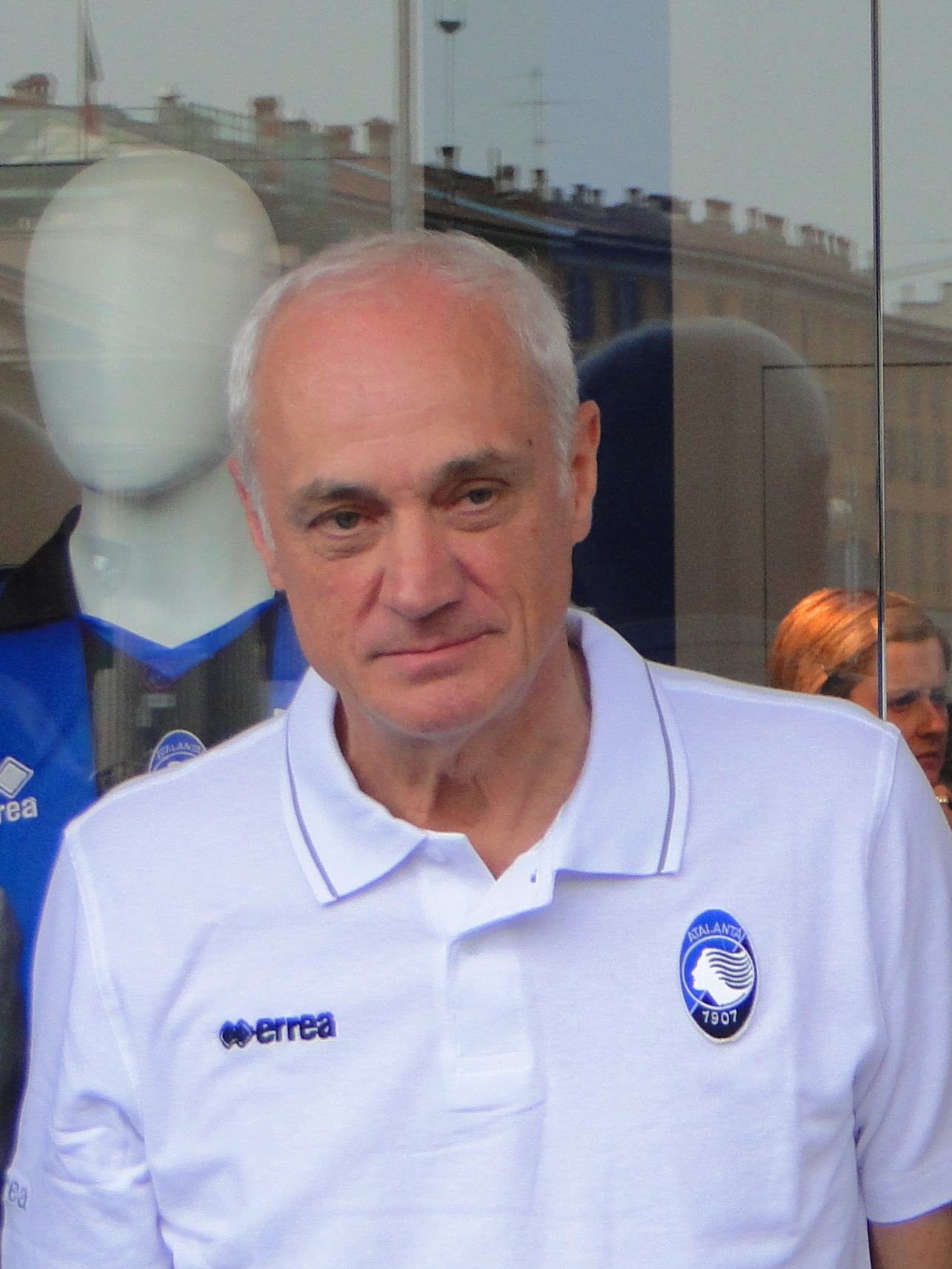
O Presidente Antonio Percassi em 2012.

Em 31 de maio de 2012, após a segunda rodada de investigação em Cremona, a Atalanta recebeu uma penalidade de dois pontos na Série A de 2012–13 e uma multa de 25.000 euros pelo jogo contra o Padova, enquanto Doni recebeu uma nova suspensão de dois anos. Na temporada de 2012–13, a equipe estava em sexto lugar após o primeiro quarto da temporada depois de uma vitória em casa por 2–1 contra a Inter; o desempenho diminuiu no final da temporada, mas o clube matematicamente garantiu a permanência na Serie A com duas partidas restantes.
A temporada de 2013-14 começou com o clube obtendo apenas três pontos nas primeiras cinco partidas. A Atalanta venceu então os seis jogos seguintes, recorde do clube na época. O clube garantiu a permanência na Serie A com 46 pontos e sete jogos restantes, melhorando em relação à temporada de 2008-09 (na qual a permanência foi obtida com cinco jogos restantes). O clube obteve apenas quatro pontos no restante da temporada, terminando na décima primeira colocação com 50 pontos e igualando o seu recorde de pontos na Série A.
A Atalanta teve uma campanha mais difícil na Serie A na temporada de 2014-15, chegando perto do rebaixamento, mas ainda garantindo a permanência pela quarta temporada consecutiva. Colantuono obteve 23 pontos em 25 partidas desde o início da temporada e foi demitido após cinco anos no comando. Ele foi substituído por Edoardo Reja, com quem o clube obteve 14 pontos em 13 jogos (com duas vitórias, oito empates e três derrotas) e acabou terminando na 17ª colocação, logo acima da zona de rebaixamento. Reja levou o clube a um início forte na temporada de 2015–16 (11 pontos nas primeiras seis partidas), mas o clube então ficou 14 partidas sem vencer. Mesmo assim, a Atalanta conseguiu um 13º lugar e permaneceu na Série A.

### Era Gasperini e o retorno ao futebol europeu (2016–Presente)

#### Quarto lugar e qualificação da Liga Europa (2016–2017)

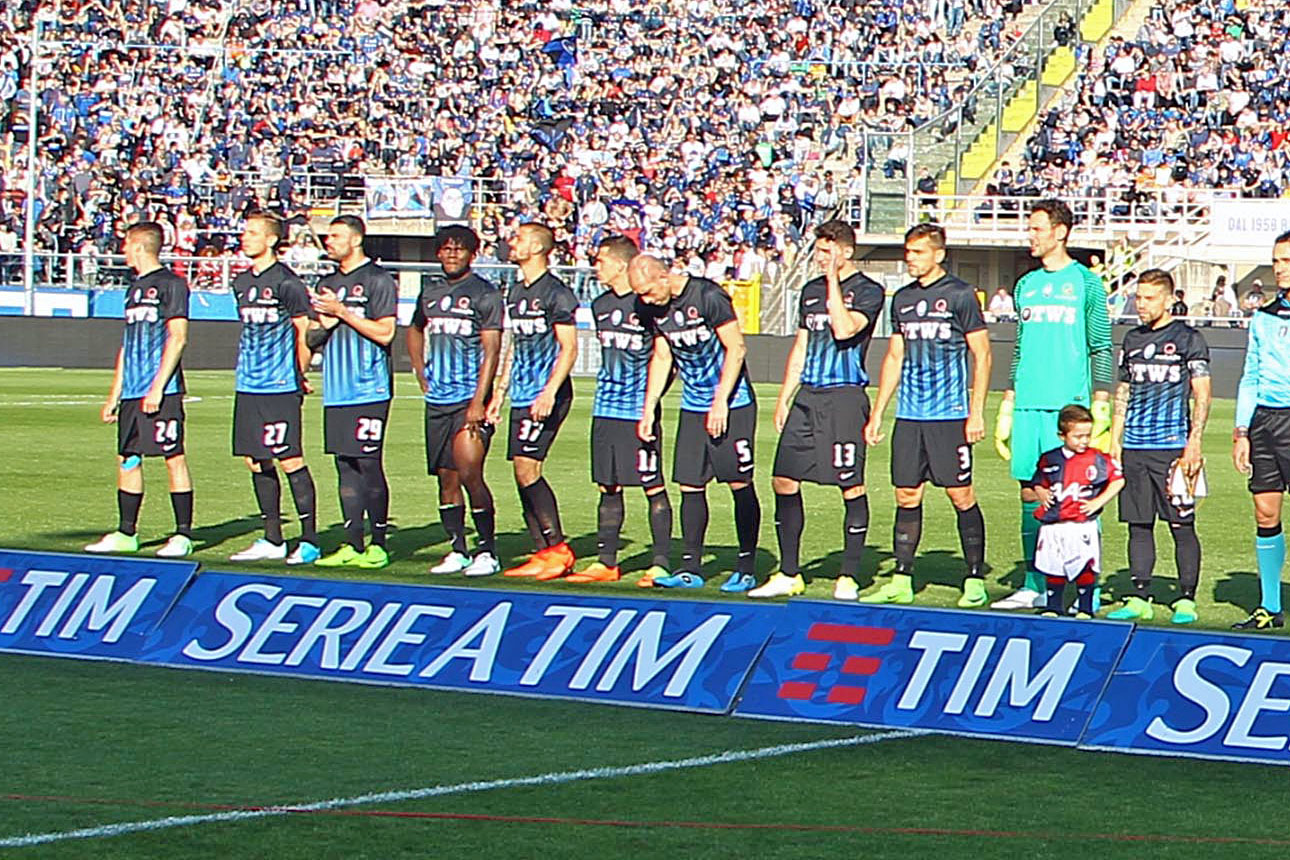
A equipe da Atalanta, mostrada aqui antes do jogo contra o Bologna, que terminaria em quarto lugar na Série A em 2017.

O contrato de Reja não foi renovado no final da temporada de 2015-16, levando à sua saída e substituição pelo técnico do Genoa, Gian Piero Gasperini. A Atalanta inicialmente teve um início de temporada difícil, conseguindo apenas três pontos nas primeiras cinco partidas, deixando Gasperini em risco de demissão. Porém, a partir da sexta partida, os resultados da equipe melhoraram continuamente, começando com vitórias sobre Crotone, Napoli, Inter e Roma. Gasperini integrou muitos jogadores jovens no time titular, entre eles Roberto Gagliardini (que se transferiu para a Inter em janeiro de 2017), Mattia Caldara, Andrea Conti e Franck Kessié; isso foi essencial para o aprimoramento do clube nesta temporada. Em 13 de maio de 2017, a Atalanta garantiu uma vaga entre as seis melhores equipes da Série A após um empate por 1-1 contra o Milan, que garantiu a qualificação para as competições da UEFA após 26 anos de ausência.
Uma vitória por 1–0 contra o Empoli na rodada seguinte garantiu uma classificação entre os cinco primeiros e, portanto, pelo menos uma vaga na fase de grupos da UEFA Europa League. Graças a uma vitória na última rodada, além da vitória do Crotone sobre a Lazio, a Atalanta terminou em quarto lugar na Série A, superando o recorde anterior de quinto em 1948. O clube também superou o recorde de pontos (72) e vitórias na Série A (21).
Como resultado do sucesso da Atalanta nesta temporada, muitos de seus jogadores foram convocados para suas seleções. O lateral Leonardo Spinazzola e o atacante Andrea Petagna fizeram sua estreia na seleção italiana; o meio-campista Remo Freuler foi um dos titulares da seleção suíça; o atacante Papu Gómez, que marcou 16 gols na temporada de 2016–17, estreou pela Argentina; e Kessié apareceu regularmente como titular da Costa do Marfim. Nesse ínterim, a Atalanta adquiriu o estádio em Bérgamo em 2017 da comuna por € 8,6 milhões, tornando-se um dos apenas quatro clubes da Série A a possuir o seu estádio. A aquisição permitiu ao clube autorizar a reforma do estádio; as obras de renovação começaram em 2019 e devem ser concluídas em 2021.

#### Continuação de resultados positivos (2017–2019)

Gian Piero Gasperini, com quem a Atalanta alcançou o melhor resultado na liga e se classificou para a Liga dos Campeões.

Na temporada de 2017-18, a Atalanta terminou em sétimo lugar com 60 pontos e, portanto, se classificou para a terceira pré-eliminatória da Europa League. O clube também chegou às semifinais da Coppa Itália. Na Liga Europa, o clube foi sorteado para o Grupo E com o francês Lyon, o inglês Everton e o cipriota Apollon Limassol, onde liderou o grupo com 14 pontos. O clube então avançou para as oitavas de final, onde foi eliminado pelo clube alemão Borussia Dortmund (3–2 em Dortmund, 1–1 em Bergamo).
A Atalanta começou a temporada de 2018-19 derrotando o bósnio Sarajevo e o israelense Hapoel Haifa nas eliminatórias da Liga Europa, embora não tenha conseguido chegar à fase de grupos depois de perder na disputa por pênaltis contra o dinamarquês København. O clube alcançou sua quarta final da Coppa Itália nesta temporada, eliminando o Cagliari (2–0), a atual campeã Juventus (3–0) e a Fiorentina (5–4 no total), mas perdeu a disputada final contra a Lazio por 2–0. Na Série A, o clube começou a temporada com dificuldades, vencendo apenas uma das oito primeiras partidas, mas se recuperou substancialmente na segunda metade da temporada. O clube ostentou o melhor ataque da liga com 77 gols marcados e, com uma vitória por 3–1 sobre o Sassuolo na última rodada, alcançou um recorde de terceiro lugar com 69 pontos e se classificou para a Champions League pela primeira vez em sua história.

#### Aparições na Liga dos Campeões (2019–Presente)
A temporada de 2019-20 foi marcada pela estreia da Atalanta na Liga dos Campeões; o clube foi sorteado para o Grupo C com o croata Dinamo Zagreb, o campeão ucraniano Shakhtar Donetsk e o campeão inglês Manchester City. Após um acordo com os dois clubes de Milão, a Atalanta mandaria seus jogos no San Siro, já que o estádio de Bérgamo estava passando por reformas para cumprir os padrões da UEFA. A Atalanta começou sua campanha na Liga dos Campeões com três derrotas consecutivas: 4–0 em Zagreb, 2–1 contra o Shakhtar no San Siro e 5–1 em Manchester. A equipe então conquistou seu primeiro ponto na Champions em um empate em casa de 1–1 contra o Manchester City, antes de vencer suas duas partidas restantes (2–0 contra o Dinamo Zagreb e 3–0 contra o Shakhtar). Estas duas vitórias, aliadas a resultados favoráveis nos outros jogos do grupo, permitiram a Atalanta classificar-se para as eliminatórias da competição, tornando-se no segundo clube da história a avançar depois de perder os três primeiros jogos.
O clube continuou a ter sucesso na Serie A. Jogos de destaque incluem uma vitória por 5-0 em casa sobre o Milan em 22 de dezembro de 2019, a pior derrota do Milan em 21 anos, e uma vitória por 7-0 sobre o Torino em 25 de janeiro de 2020, a maior vitória da Atalanta na Serie A e a pior derrota em casa do Torino. Um mês depois, nas oitavas de final da Liga dos Campeões, a Atalanta derrotou o time espanhol Valencia por 8–4 no total. A temporada então foi interrompida devido à pandemia de COVID-19 por três meses, na qual a Província de Bérgamo foi o epicentro na Itália. A Associated Press apelidou o primeiro jogo entre Atalanta x Valencia de "Marco Zero", pois teve mais de 40.000 espectadores (um terço da população de Bérgamo), e em 24 de março, havia mais de 7.000 casos positivos de COVID-19 e mais de 1.000 mortes na província; foi sugerida uma ligação entre o comparecimento à partida (bem como as celebrações pós-partida) e a rápida disseminação do vírus na região.
A temporada recomeçou no final de junho e a Atalanta acabou conquistando o segundo terceiro lugar consecutivo na liga; o clube garantiu sua segunda qualificação para a Champions League com uma vitória por 1-0 sobre o Bologna em 21 de julho. Esta campanha viu o clube melhorar seus recordes de pontos em uma temporada da Série A (78), gols marcados (98) e vitórias consecutivas na Série A (9). Esta foi também a primeira vez que pelo menos três jogadores diferentes marcaram 15 gols por um clube da Série A desde a Juventus em 1951–52: Josip Iličić marcou 15 gols e Duván Zapata e Luis Muriel marcaram 18 gols. Em 12 de agosto de 2020, o clube enfrentou o campeão francês Paris Saint-Germain nas quartas de final da Liga dos Campeões; apesar da equipe assumir uma vantagem inicial, o PSG marcou dois gols perto do final da partida e venceu por 2–1.
Na temporada de 2020–21, a Atalanta foi sorteada para o Grupo D da Champions League com os campeões ingleses Liverpool, o campeão holandês Ajax, e o campeão dinamarquês Midtjylland; o estádio em Bérgamo também passou pela inspeção da UEFA, o que lhe permitiu receber jogos da Liga dos Campeões. A Atalanta derrotou o Midtjylland por 4–0 e empatou em 2–2 contra o Ajax, antes de sofrer uma derrota por 5–0 contra o Liverpool. Apesar deste revés, a Atalanta obteve uma vitória de 2-0 em Anfield. Após um empate de 1-1 contra o Midtjylland, o clube garantiu sua segunda qualificação consecutiva para a fase eliminatória na última rodada com uma vitória por 1-0 contra o Ajax. Internamente, o clube chegou à final da Coppa Itália pela segunda vez em três anos após derrotar Cagliari, Lazio e Napoli, onde enfrentará a Juventus no dia 19 de maio, embora tenha sido eliminado da Liga dos Campeões pelo Real Madrid perdendo por 4–1 no total (1–0 em casa, 3–1 fora).

### 1º Título Internacional
A Atalanta terminou o grupo D em 1º, acima de Sporting-POR, Sturm-AUT e Raków Częstochowa-POL. Foram 14 pontos somados após quatro vitórias e dois empates.
Na condição de primeira do grupo, a Atalanta se classificou diretamente para as oitavas de final, onde reencontrou o Sporting, em dois jogos classificou-se com 3 a 2 no agregado. No primeiro jogo entre Sporting e Atalanta terminou em empate, com um placar final de 1 a 1. O gol do Sporting foi marcado por Paulinho aos 17 minutos, enquanto Gianluca Scamacca marcou para a Atalanta aos 39 minutos. A partida aconteceu no Estádio José Alvalade em Lisboa, Portugal, com uma assistência de 28.528 torcedores.. Com a classificação em aberto o segundo jogo foi em Bérgamo e a Atalanta venceu por 2 a 1 de virada, o Sporting que não perdia há 12 jogos, gols anotados por Ademola Lookman e Gianluca Scamacca para a Atalanta e Pedro Gonçalves para o Sporting.[carece de fontes?]
Na sequência, os italianos superaram Liverpool (3x1 no agregado). Os Reds foram castigados pela Atalanta e levaram um amasso de 3 a 0 em pleno Anfield, pelo jogo de ida das quartas da UEFA Europa League. Atalanta abriu o placar aos 38 do 1º tempo, em um contra-ataque, Scamacca, que não perdoou e balançou as redes de Kelleher. No segundo tempo, aos 15 minutos, ampliaram o placar em uma jogada similar. De Ketelaere cruzou da direita e Scamacca, totalmente livre ampliou, aumentando a vantagem de 	La Dea. A Atalanta marcou mais um gol após um rebote de Kelleher, Pasalic bem posicionado apenas empurrou a bola para dentro, encerrando o placar. O jogo de volta em Bérgamo Atalanta perdeu do Liverpool por 1 a 0, mas garantiu uma vaga na semifinal da Europa League. o único gol da partida saiu aos 6 minutos. Alexander-Arnold cruzou e Kolašinac cortou com o braço. O juiz deu pênalti e Salah anotou.
A Atalanta classificou-se para a final após um empate e uma vitória contra o Olympique de Marseille, da França, na semifinal da UEFA Europa League. Jogando fora de casa, em Marselha, a equipe italiana saiu na frente aos 11 minutos do primeiro tempo com um gol de Gianluca Scamacca. Os franceses empataram logo em seguida, aos 20 minutos da etapa inicial, com um gol de Chancel Mbemba. 
Em casa a Atalanta venceu o Olympique de Marseille por 3 a 0, ela abriu o placar com Lookman aos 30 minutos de jogo, ele recebeu na ponta esquerda, limpou a marcação e bateu firme. A bola desviou na zaga e entrou. No segundo tempo, a equipe ampliou com Matteo Ruggeri que aos 15 minutos da segundo etapa tabelou com Lookmann e bateu no ângulo para anotar o segundo gol, e pra finalizar e já nos acréscimos, o Olympique Marseille saiu jogando errado, Touré não desperdiçou o vacilo e marcou o terceiro, aos 49 minutos, garantindo aos I Nerazzurria vitória por 3 a 0. Com isso, o agregado ficou em 4 a 1 e vaga na decisão da Liga Europa.
Atalanta venceu o Bayer Leverkusen por 3 a 0 e conquistou o título inédito da Liga Europa, com três gols de Lookman. Apenas aos 12 minutos, Lookman colocou a Atalanta em vantagem. Em um rápido contra-ataque, Zappacosta avançou pela ponta direita e fez um cruzamento rasteiro para a pequena área, onde o número 11 chegou por trás da marcação de Palacios para finalizar. Treze minutos depois, aos 25 minutos, Lookman marcou seu segundo gol, desta vez, em uma jogada individual, ele driblou Palacios com uma caneta e, posicionado na marca da meia-lua, finalizou com precisão no ângulo esquerdo de Matěj Kovář. Aos 29 minutos da segunda etapa, Ademola Lookman assegurou a vitória e conquistou o título com um gol espetacular, em uma finalização potente no ângulo esquerdo.. Essa foi a primeira conquista da Atalanta nos últimos 61 anos.
A campanha da Atalanta na Liga Europa abrangeu 13 jogos, com oito vitórias, quatro empates e apenas uma derrota, resultando em um aproveitamento de 71,8%. Durante esses jogos, a equipe marcou 25 gols e sofreu apenas oito. Com a conquista deste troféu, a equipe assegurou sua presença na Champions League 2024/25 e também terá a oportunidade de disputar a Supercopa da UEFA contra o vencedor da Liga dos Campeões na temporada 2023/24.

## Divisões de base

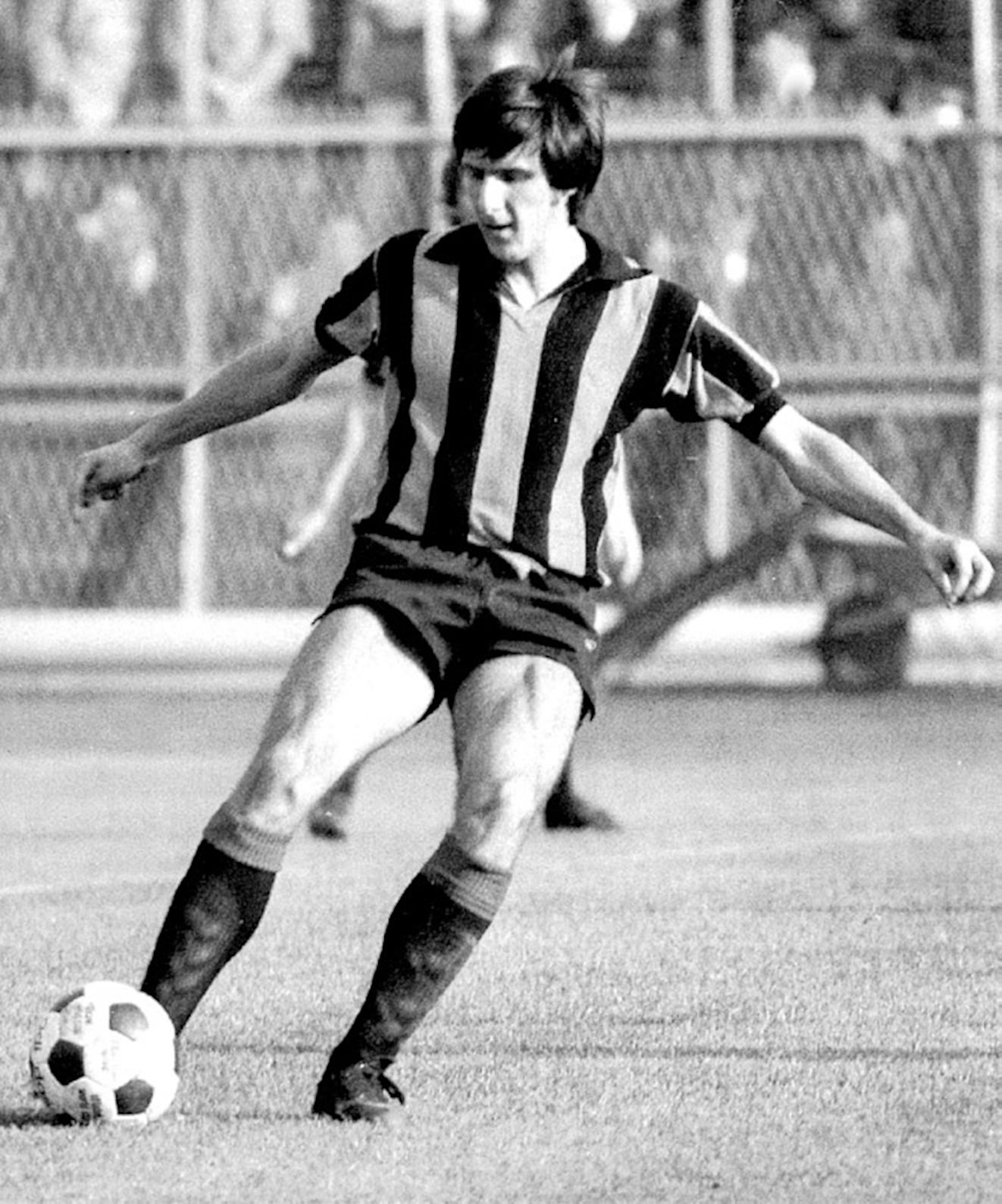
Um jovem Gaetano Scirea, um dos jogadores de futebol mais famosos produzidos pelas divisões de base da Atalanta, durante a temporada de 1972-73

As divisões de base da Atalanta consiste em quatro equipes masculinas que participam de ligas nacionais separadas (Primavera, Allievi Nazionali A e B e Giovanissimi Nazionali) e duas que participam em nível regional (Giovanissimi Regionali A e B).
A primeira pessoa que se comprometeu com as divisões de base do clube foi Giuseppe Ciatto. Todos os aspectos organizacionais foram tratados e resolvidos por ele que também teve o cuidado de treinar as equipes. Em 1949, Atalanta venceu o Campionato Ragazzi.
No final dos anos 1950, o ex-jogador da Atalanta, Luigi Tentorio (então Comissário Especial do clube), sentiu a necessidade de começar a investir mais sistematicamente na juventude: decidiu criar um verdadeiro setor juvenil com estrutura própria independente da equipe titular. O sector juvenil foi confiado a Giuseppe Brolis, que estabeleceu uma parceria com vários clubes da região do Vêneto e do Friuli, construindo uma rede de olheiros e jovens treinadores.
Um passo crucial na história das divisões de base ocorreu no início dos anos 1990, quando o presidente Antonio Percassi implementou uma nova política de investimento. Ele conseguiu convencer Fermo Favini a deixar o Como e confiou-lhe a responsabilidade do setor juvenil.
O sistema juvenil da Atalanta não só continuou a aumentar a produção de jogadores para a equipa titular, como começou a ganhar vários títulos nas mais importantes ligas nacionais. De 1991 a 2014, as várias seleções juvenis conquistaram 17 títulos nacionais.
Além dos sucessos ao nível dos jovens, o sistema juvenil da Atalanta é também um dos mais conceituados da Europa: de acordo com uma classificação do centro de estudos de Coverciano, a Atalanta tem o melhor sistema juvenil da Itália e é o sexto melhor da Europa, atrás do Real Madrid, Barcelona e três times franceses. Os parâmetros utilizados foram o número de jogadores da primeira divisão produzidos pelo clube. Na temporada de 2007-08, foram 22 jogadores na Série A, 32 na Série B e 3 no exterior oriundos das divisões da base.
Em 2014, um estudo global do "CIES Football Observatory" colocou o as divisões de base da Atalanta em oitavo lugar no mundo com 25 ex-jogadores juvenis que atuam nas 5 principais ligas europeias.

## Títulos
| CONTINENTAIS | CONTINENTAIS                  | CONTINENTAIS | CONTINENTAIS                                 |
|              | Competição                    | Títulos      | Temporadas                                   |
| ------------ | ----------------------------- | ------------ | -------------------------------------------- |
|              | Liga Europa da UEFA           | 1            | 2023-24                                      |
| NACIONAIS    |                               |              |                                              |
|              | Competição                    | Títulos      | Temporadas                                   |
|              | Copa da Itália                | 1            | 1962-63                                      |
|              | Campeonato Italiano - Serie B | 5            | 1939-40, 1958-59, 1983-84, 2005-06 e 2010-11 |
|              | Campeonato Italiano - Serie C | 1            | 1981-82                                      |

### Outros
- Torneo di Viareggio: 2

(1969; 1993)
- Prima Divisione: 1

(1927-28)
- Troféu Naranja: 1

(2017)

## Fornecedores de Equipamento e Patrocinadores da Camisa

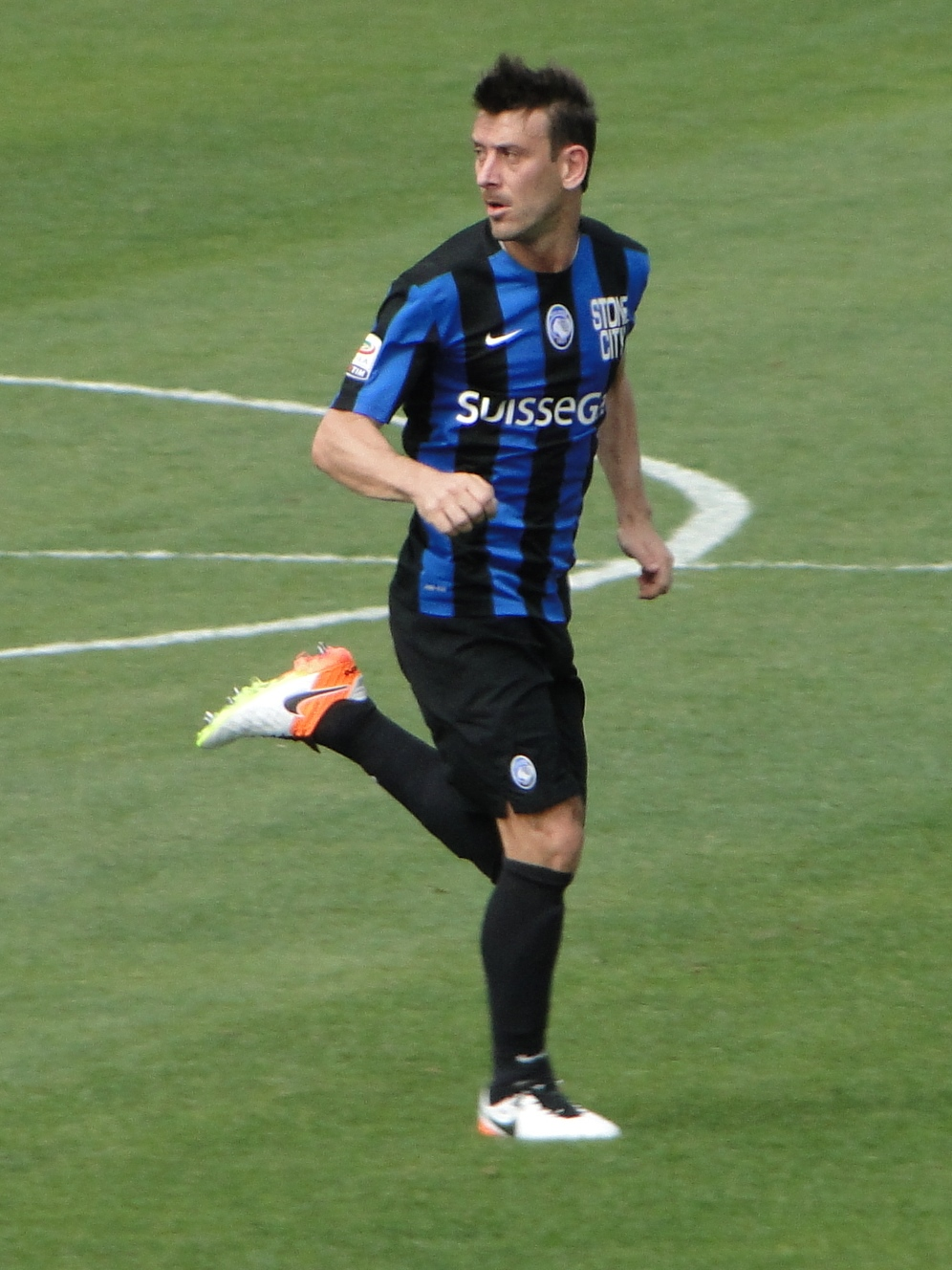
Gianpaolo Bellini com o Atalanta em 2016

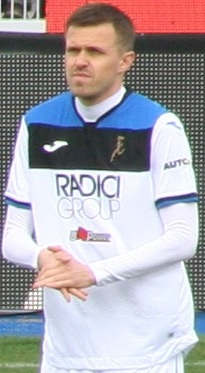
Josip Iličić com o Atalanta em 2020 (uniforme visitante, apresentando a garota correndo no lugar do brasão do clube)

| Período                  | Fabricante de Uniformes | Patrocinador Principal da Camisa                                                                   |
| ------------------------ | ----------------------- | -------------------------------------------------------------------------------------------------- |
| 1976–80                  | Umbro                   | Nenhum                                                                                             |
| 1980–81                  | Le Coq Sportif          | Nenhum                                                                                             |
| 1981–82                  | Puma                    | Nenhum                                                                                             |
| 1982–84                  | Puma                    | Sit-In                                                                                             |
| 1984–86                  | Ennerre NR              | Sit-In                                                                                             |
| 1986–87                  | N2                      | Sit-In                                                                                             |
| 1987–89                  | Latas                   | Sit-In                                                                                             |
| 1989–91                  | NR                      | Tamoil                                                                                             |
| 1991–94                  | Lotto                   | Tamoil                                                                                             |
| 1994–95                  | Asics                   | Tamoil                                                                                             |
| 1995–00                  | Asics                   | Somet                                                                                              |
| 2000–02                  | Asics                   | Ortobell                                                                                           |
| 2002–05                  | Asics                   | Promatech                                                                                          |
| 2005–06                  | Asics                   | Sit-In Sport (principal) – Elesite                                                                 |
| 2006–07                  | Asics                   | Sit-In Sport (principal) – Daihatsu                                                                |
| 2007–10                  | Erreà                   | Sit-In Sport (principal) – Daihatsu                                                                |
| 2010–11                  | Erreà                   | AXA (principal) – Daihatsu                                                                         |
| 2011–14                  | Erreà                   | AXA (principal) – Konica Minolta                                                                   |
| 2014– Fevereiro de 2017  | Nike                    | SuisseGas (principal) – Konica Minolta / STONE CITY / Modus FM – Elettrocanali (costas)            |
| Fevereiro– Junho de 2017 | Nike                    | TWS (principal) – Modus FM – Elettrocanali (costas)                                                |
| 2017–18                  | Joma                    | Veratour (principal) – Modus FM – Elettrocanali (costas) – Radici Group (uniformes da Liga Europa) |
| 2018–19                  | Joma                    | Radici Group (principal) – UPower – Elettrocanali (costas) – Automha (manga)                       |
| 2019–20                  | Joma                    | Radici Group (principal) – UPower – it (costas) – Automha (manga)                                  |
| 2020–                    | Joma                    | Plus500 (principal) – Radici Group – Gewiss (costas) – Automha (manga)                             |

## História presidencial
A Atalanta teve vários presidentes ao longo de sua história. Alguns deles foram os principais acionistas do clube. O presidente que mais ficou no cargo foi Ivan Ruggeri, que foi dispensado de suas funções após sofrer um derrame em janeiro de 2008, sendo substituído por seu filho Alessandro, que foi nomeado presidente da Atalanta em setembro de 2008. O pai de Alessandro não conseguiu dirigir a equipe devido as consequências do derrame. Em junho de 2010, após outro rebaixamento para a Série B, Alessandro Ruggeri vendeu sua parte no clube para Antonio Percassi, que se tornou o novo presidente da Atalanta.
| Nome              | Anos      |
| ----------------- | --------- |
| Enrico Luchsinger | 1920–1921 |
| Antonio Gambirasi | 1926–1928 |
| Pietro Capoferri  | 1928–1930 |
| Antonio Pesenti   | 1930–1932 |
| Emilio Santi      | 1932–1935 |
| Lamberto Sala     | 1935–1938 |
| Nardo Bertoncini  | 1938–1944 |
| Guerino Oprandi   | 1944–1945 |
| Daniele Turani    | 1945–1964 |
| Attilio Vicentini | 1964–1969 |

| Nome                    | Anos      |
| ----------------------- | --------- |
| Giacomo "Mino" Baracchi | 1969–1970 |
| Achille Bortolotti      | 1970–1974 |
| Enzo Sensi              | 1974–1975 |
| Achille Bortolotti      | 1975–1980 |
| Cesare Bortolotti       | 1980–1990 |
| Achille Bortolotti      | 1990      |
| Antonio Percassi        | 1990–1994 |
| Ivan Ruggeri            | 1994–2008 |
| Alessandro Ruggeri      | 2008–2010 |
| Antonio Percassi        | 2010–     |

## Treinadores
A Atalanta teve muitos dirigentes e treinadores ao longo de sua história. Abaixo está uma lista cronológica deles desde quando a Série A foi transformada em um formato de liga, de 1929 em diante.
| Nome                               | Nacionalidade      | Anos    |
| ---------------------------------- | ------------------ | ------- |
| Cesare Lovati                      | Itália             | 1923–27 |
| Imre Payer                         | Hungria            | 1927–29 |
| Enrico Tirabassi                   | Itália             | 1928–29 |
| Luigi Cevenini                     | Itália             | 1929–30 |
| József Viola                       | Hungria            | 1930–33 |
| Imre Payer                         | Hungria            | 1933    |
| Angelo Mattea                      | Itália             | 1933–35 |
| Imre Payer                         | Hungria            | 1935–36 |
| Ottavio Barbieri                   | Itália             | 1936–38 |
| Géza Kertész                       | Hungria            | 1938–39 |
| Ivo Fiorentini                     | Itália             | 1939–41 |
| János Nehadoma                     | Hungria            | 1941–46 |
| Giuseppe Meazza                    | Itália             | 1946    |
| Luis Monti                         | Argentina · Itália | 1946    |
| Ivo Fiorentini                     | Itália             | 1946–49 |
| Alberto Citterio/Carlo Carcano     | Itália · Itália    | 1949    |
| Giovanni Varglien                  | Itália             | 1949–51 |
| Denis Charles Neville              | Inglaterra         | 1951–52 |
| Carlo Ceresoli                     | Itália             | 1952    |
| Luigi Ferrero                      | Itália             | 1952–54 |
| Francesco Simonetti/Luigi Tentorio | Itália · Itália    | 1954    |
| Luigi Bonizzoni                    | Itália             | 1954–57 |

| Nome                      | Nacionalidade | Anos    |
| ------------------------- | ------------- | ------- |
| Carlo Rigotti             | Itália        | 1957–58 |
| Giuseppe Bonomi           | Itália        | 1958    |
| Karl Adamek               | Áustria       | 1958–59 |
| Ferruccio Valcareggi      | Itália        | 1959–62 |
| Paolo Tabanelli           | Itália        | 1962–63 |
| Carlo Alberto Quario      | Itália        | 1963–64 |
| Carlo Ceresoli            | Itália        | 1964    |
| Héctor Puricelli          | Uruguai       | 1965–66 |
| Stefano Angeleri          | Itália        | 1966–67 |
| Paolo Tabanelli           | Itália        | 1967–68 |
| Stefano Angeleri          | Itália        | 1968–69 |
| Silvano Moro              | Itália        | 1969    |
| Carlo Ceresoli            | Itália        | 1969    |
| Corrado Viciani           | Itália        | 1969–70 |
| Renato Gei                | Itália        | 1970    |
| Battista Rota             | Itália        | 1970    |
| Giulio Corsini            | Itália        | 1970–74 |
| Heriberto Herrera Udrizar | Paraguai      | 1974–75 |
| Angelo Piccioli           | Itália        | 1975    |
| Giancarlo Cadé            | Itália        | 1975–76 |
| Gianfranco Leoncini       | Itália        | 1976    |
| Battista Rota             | Itália        | 1976–80 |
| Bruno Bolchi              | Itália        | 1980–81 |
| Giulio Corsini            | Itália        | 1981    |

| Nome                 | Nacionalidade | Anos      |
| -------------------- | ------------- | --------- |
| Ottavio Bianchi      | Itália        | 1981–1983 |
| Nedo Sonetti         | Itália        | 1983–1987 |
| Emiliano Mondonico   | Itália        | 1987–1990 |
| Pierluigi Frosio     | Itália        | 1990–91   |
| Bruno Giorgi         | Itália        | 1991–92   |
| Marcello Lippi       | Itália        | 1992–1993 |
| Francesco Guidolin   | Itália        | 1993      |
| Cesare Prandelli     | Itália        | 1993–1994 |
| Emiliano Mondonico   | Itália        | 1994–1998 |
| Bortolo Mutti        | Itália        | 1998–1999 |
| Giovanni Vavassori   | Itália        | 1999–2002 |
| Giancarlo Finardi    | Itália        | 2002–2003 |
| Andrea Mandorlini    | Itália        | 2003–05   |
| Delio Rossi          | Itália        | 2004–2005 |
| Stefano Colantuono   | Itália        | 2005–2007 |
| Luigi Delneri        | Itália        | 2007–2009 |
| Angelo Gregucci      | Itália        | 2009      |
| Antonio Conte        | Itália        | 2009      |
| Bortolo Mutti        | Itália        | 2010      |
| Stefano Colantuono   | Itália        | 2010–2015 |
| Edoardo Reja         | Itália        | 2015–2016 |
| Gian Piero Gasperini | Itália        | 2016–2025 |

## Torcedores

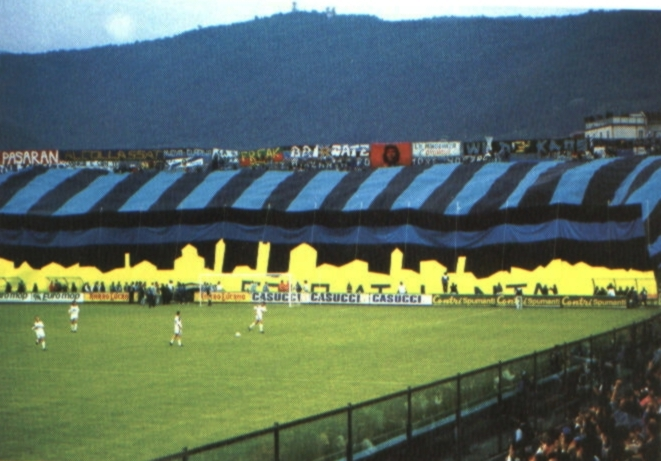
Ultras Atalanta, Curva Nord

A maior rivalidade da Atalanta é com os torcedores vizinhos do Brescia, e há fortes rivalidades também com os torcedores do Hellas Verona, Genoa, Fiorentina, Roma, Lazio, Napoli, Milan, Internazionale e Torino.
Os torcedores tem uma amizade de longa data com os torcedores do Ternana, Eintracht Frankfurt e Wacker Innsbruck.

## Elenco atual
Última atualização: 30 de julho de 2025.

## Recordes individuais

### Mais jogos
| #   | Nome               | Partidas | Período                |
| --- | ------------------ | -------- | ---------------------- |
| 1°  | Gianpaolo Bellini  | 435      | (1998-2016)            |
| 2°  | Marten de Roon     | 345      | (2015-2016, 2017-)     |
| 3°  | Valter Bonacina    | 331      | (1986-1991, 1994-1999) |
| 4°  | Stefano Angeleri   | 324      | (1949-1960)            |
| 5°  | Cristiano Doni     | 323      | (1998-2003, 2006-2012) |
| 6°  | Livio Roncoli      | 305      | (1949-1963)            |
| 7°  | Fabrizio Ferron    | 294      | (1988-1996)            |
| 8°  | Rafael Tolói       | 294      | (2015-)                |
| 9°  | Glenn Strömberg    | 273      | (1984-1992)            |
| 10° | Giovanni Vavassori | 270      | (1970-1972, 1977-1982) |

### Mais gols
| #   | Nome             | Nº Gols | Período                           |
| --- | ---------------- | ------- | --------------------------------- |
| 1°  | Cristiano Doni   | 112     | (1998-2003, 2006-2012)            |
| 2°  | Duván Zapata     | 82      | (2018-2023)                       |
| 3°  | Luis Muriel      | 68      | (2019-2024)                       |
| 4°  | Severo Cominelli | 65      | (1934-1941, 1943-1944, 1947-1949) |
| 5°  | Josip Iličić     | 60      | (2017-2022)                       |
| 6°  | Papu Gómez       | 59      | (2014-2021)                       |
| 7°  | Adriano Bassetto | 57      | (1953-1957)                       |
| 8°  | Germán Denis     | 56      | (2011-2016)                       |
| 9°  | Paul Rasmussen   | 54      | (1952-1956)                       |
| 10° | Jørgen Sørensen  | 52      | (1949-1953)                       |
| 10° | Mario Pašalić    | 52      | (2018-)                           |

## Uniformes

### 1º Uniforme
| 2019–2020 | 2018–2019 | 2017–2018 | 2016–2017 | 2015–2016 | 2014–2015 |

### 2º Uniforme
| 2019–2020 | 2018–2019 | 2017–2018 | 2016–2017 | 2015–2016 | 2014–2015 |

### 3º Uniforme
| 2019–2020 | 2018–2019 | 2017–2018 | 2016–2017 | 2015–2016 | 2014–2015 |

### Outros
| Natal 2019–2020 | 3º Uniforme Não utilizado 2019–2020 | Natal 2017–2018 | Natal 2016–2017 | Natal 2015–2016 | Natal 2014–2015 |